# Barletta
Barletta (, AFI: /barˈletta/, Varrétte o Barlétte in dialetto barlettano) è un comune italiano di 91 875 abitanti, capoluogo insieme ad Andria e Trani della provincia di Barletta-Andria-Trani in Puglia.
Rilevante centro manifatturiero della Puglia Settentrionale, la città domina la Valle dell'Ofanto, essendone la città più popolosa.
Il comune di Barletta, oltre alle frazioni di Fiumara e Montaltino, comprende la località di Canne, sito archeologico ricordato per la storica battaglia vinta nel 216 a.C. da Annibale.

## Geografia fisica

### Territorio
Il territorio di Barletta, esteso su oltre 14 691 ettari e con circa 13,5 km di costa, si affaccia sul mare Adriatico all'imboccatura sud-est del golfo di Manfredonia, nell'area costiera in cui il litorale roccioso della Terra di Bari modifica le sue caratteristiche giungendo alle sabbie della foce del fiume Ofanto. La città è situata sulla costa 5 km a sud-est dalla foce dell'Ofanto ed è ubicata su un bassopiano che varia dai 10 ai 30 metri sul livello del mare mentre il territorio comunale risulta compreso tra lo 0 e i 158 metri sul livello del mare. Il centro abitato si estende per una lunghezza da est ad ovest di circa 6 km, da nord a sud per circa 2 km ed un perimetro di circa 13 km.
Il terreno su cui insiste il territorio di Barletta è caratterizzato dalla presenza di arenarie, calcareniti, sabbia, argilla e tufo. Le trasformazioni antropiche del suolo hanno però modificato il suo paesaggio soprattutto nel periodo compreso tra il XIX e il XXI secolo. L'area protesa verso Canosa, calcarenitica, precedentemente adibita a prato per il pascolo, a vigneti e ad alberi da frutta oggi è caratterizzata da vigneti e oliveti. Stessa sorte è toccata alla zona verso Canne, argillosa, che non mostra più cerealicoltura e vegetazione spontanea, tipica delle sponde dell'Ofanto, ma vigneti e oliveti, e la costruzione di argini che hanno permesso di evitare i danni delle inondazioni avvenute fino al XIX secolo. Il territorio verso Trani, in precedenza paludoso, è stato bonificato con una conseguente scomparsa delle specie faunistiche fino ad allora presenti nei pressi delle acque stagnanti. La zona compresa tra Barletta e Andria non mostra invece segni di sostanziali modifiche, conservando la sua tipica vegetazione ricca di oliveti.
Il pericolo sismico risulta di entità media, qualificato come territorio in cui possono verificarsi forti terremoti: il comune è stato infatti classificato dal dipartimento della Protezione Civile come «zona 2» («sismicità media»).

### Clima
Il clima del territorio barlettano è riconducibile a quello mediterraneo, tipico della fascia costiera adriatica meridionale, caratterizzato da inverni non troppo freddi e da estati calde e secche, con scarse precipitazioni. La neve cade raramente con accumuli degni di nota. Negli ultimi vent'anni, tuttavia, si registrano alcuni episodi nevosi di un certo rilievo: il 15 dicembre 2007 quando 15 centimetri di neve ammantarono la città, il 6-7 febbraio 2012 ed il 30-31 dicembre 2014. La piovosità è bassa: la media pluviometrica si aggira sui 550 millimetri annui ed è distribuita in circa settanta giorni, con maggiori afflussi di pioggia in autunno ed inverno e minimi tra la seconda metà del mese di giugno e la prima metà del mese di agosto.
| Barletta - Valle dell'Ofanto | Mesi | Mesi | Mesi | Mesi | Mesi | Mesi | Mesi | Mesi | Mesi | Mesi | Mesi | Mesi | Stagioni | Stagioni | Stagioni | Stagioni | Anno |
| Barletta - Valle dell'Ofanto | Gen  | Feb  | Mar  | Apr  | Mag  | Giu  | Lug  | Ago  | Set  | Ott  | Nov  | Dic  | Inv      | Pri      | Est      | Aut      | Anno |
| ---------------------------- | ---- | ---- | ---- | ---- | ---- | ---- | ---- | ---- | ---- | ---- | ---- | ---- | -------- | -------- | -------- | -------- | ---- |
| T. max. media (°C)           | 11,4 | 12,4 | 14,9 | 18,5 | 23,3 | 27,7 | 30,7 | 30,7 | 26,8 | 21,4 | 16,5 | 12,9 | 12,2     | 18,9     | 29,7     | 21,6     | 20,6 |
| T. min. media (°C)           | 6,1  | 7,3  | 8,0  | 8,8  | 12,3 | 16,2 | 18,8 | 19,0 | 16,2 | 12,3 | 8,5  | 6,6  | 6,7      | 9,7      | 18,0     | 12,3     | 11,7 |
| Precipitazioni (mm)          | 52   | 58   | 46   | 43   | 39   | 30   | 22   | 26   | 49   | 61   | 62   | 60   | 170      | 128      | 78       | 172      | 548  |
| Umidità relativa media (%)   | 76,6 | 75,1 | 73,5 | 71,1 | 68,7 | 64,2 | 60,2 | 61,3 | 68,3 | 74,4 | 76,5 | 77,0 | 76,2     | 71,1     | 61,9     | 73,1     | 70,6 |

- Classificazione climatica di Barletta:[17]
  - Zona climatica: C;
  - Gradi giorno: 1306.

## Origini del nome

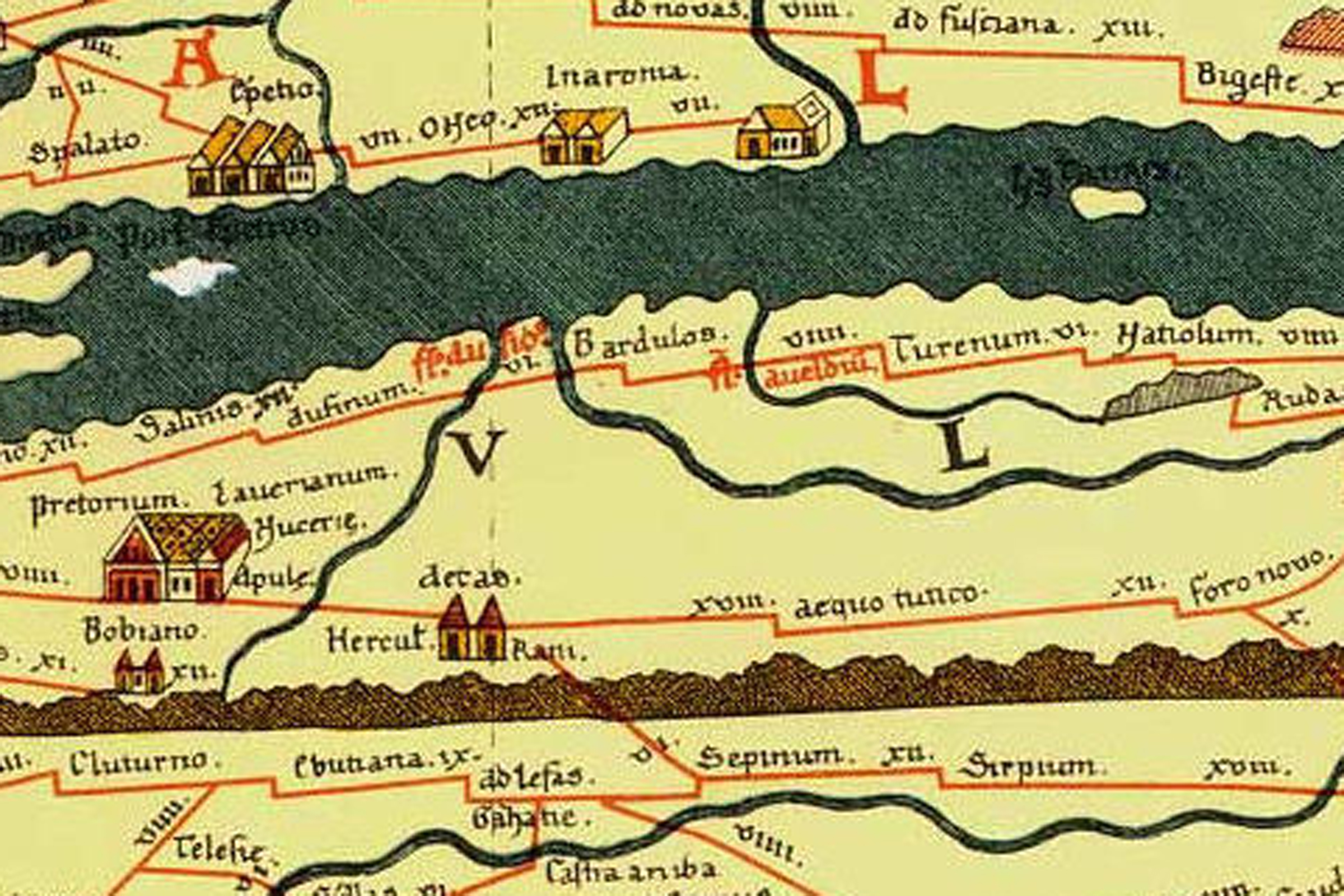
Uno stralcio della Tavola Peutingeriana in cui appare il nome dell'antica 'Bardulos'

Il primo nome della città di Barletta, come testimoniato dalla Tabula Peutingeriana, è stato Bardulos, trasformato in seguito in Barduli. Il toponimo derivava, secondo un'ipotesi ottocentesca, dal nome della popolazione transadriatica che, intorno al IV secolo a.C., era approdata sulle coste barlettane: i Bardei. Durante il primo Medioevo, la denominazione subì una nuova modifica, diventando Baruli, che negli atti dell'epoca assumeva anche la forma Barulum. In volgare la città era detta Varolum o Varletum, da cui deriverebbe il nome della città in dialetto barlettano, ossia Varrétt. Solo dall'XI secolo la città è stata chiamata con l'attuale denominazione di Barletta e sul finire del XIV secolo il nome di Barletta è trascritto in una pergamena del 1387 appartenente al Codice Diplomatico Barlettano.
Tuttavia, nel Decameron di Giovanni Boccaccio risalente alla metà del XIV secolo, la città è ancora detta Bàrolo.

## Storia

### Storia antica
Le prime testimonianze su Barletta, citata come Bardulos nella Tavola Peutingeriana, risalgono al IV secolo a.C. Tra il IV e il III secolo a.C. fu lo scalo marittimo di Canusium, centro di maggior rilievo dell'entroterra che risultava più appetibile, oltre che per le risorse naturali, per via del clima salubre, lontano dalle acque stagnanti e paludose dei fiumi che scendevano a valle. Nel 216 a.C. nei pressi della vicina Canne, durante la seconda guerra punica si tenne l'omonima battaglia che determinò la pesante sconfitta dei Romani da parte dell'esercito di Annibale. Prima di finire nell'orbita di Roma l'antica Bardulos si trovava in un crocevia tra la strada che conduceva nell'entroterra sannitico passando per Canne e Canosa e la via litoranea che, costeggiando l'Adriatico, collegava il Gargano con Barium e Brundisium.
La città, fino ad allora vissuta all'ombra della vicina Canosa, dopo la distruzione di Canne, nel 547, ricevette una prima ondata migratoria di superstiti cannesi; in seguito all'arrivo dei Longobardi, nel 586 accolse un secondo esodo, questa volta degli stessi canosini, che si stabilirono lungo le principali direttrici di traffico verso i paesi limitrofi. L'incursione saracena dell'848 e la devastazione dell'875 decretarono la fine della supremazia di Canusium e la definitiva fuga dei suoi abitanti presso la vicina Baruli, che così poneva le basi per diventare una vera e propria civitas.

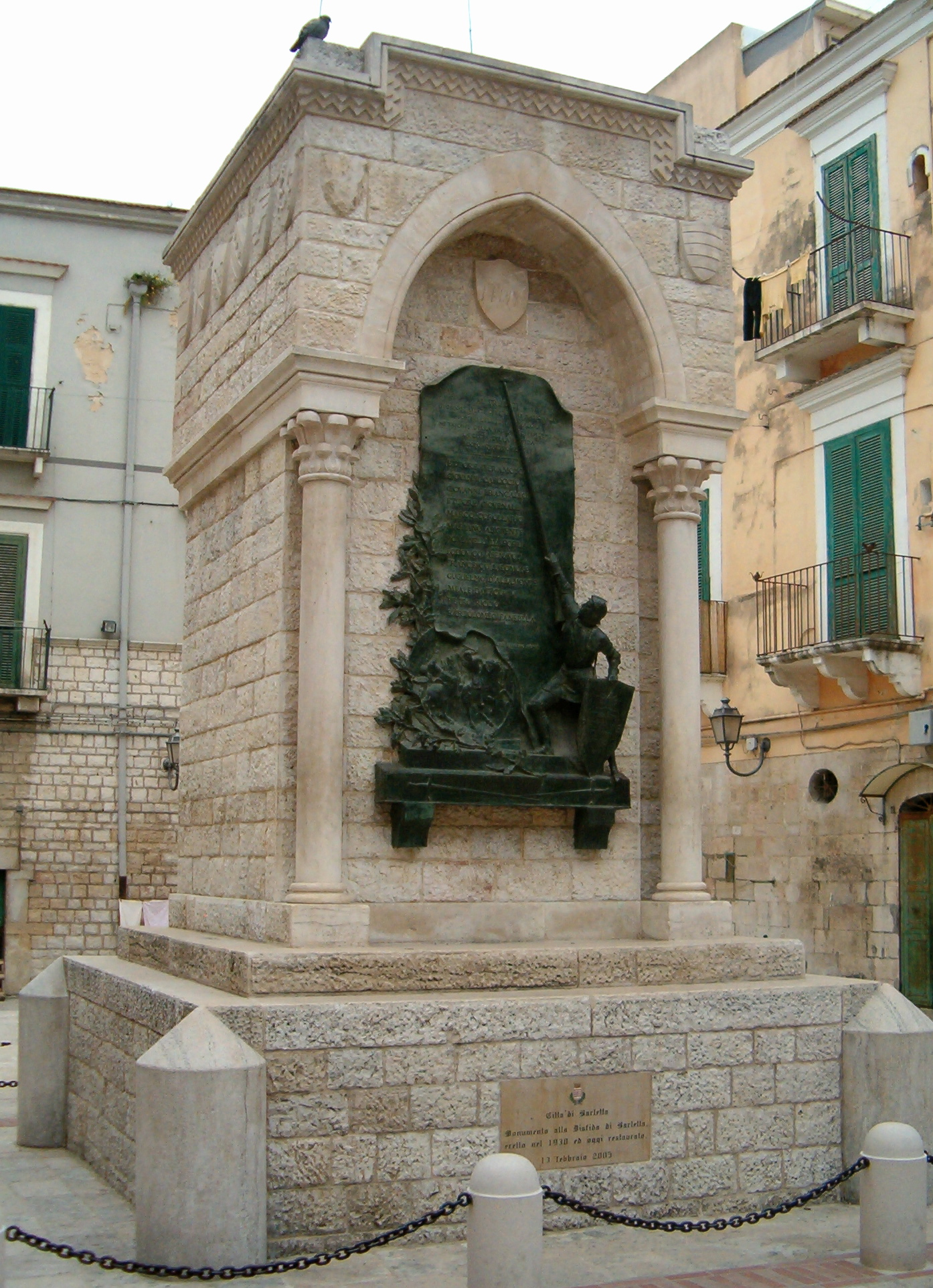
Monumento dedicato alla disfida di Barletta

### Storia medioevale

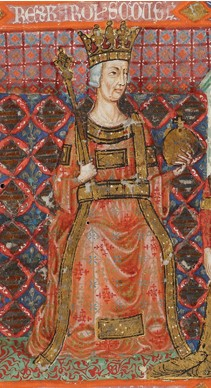
Carlo II di Napoli, nel 1294 annesse Canne a Barletta

La città fiorì di fatto però solo nel Basso Medioevo come fortezza dei Normanni, diventando una delle tappe importanti per i crociati e per tutto il traffico commerciale verso la Terra santa. Gli ospitalieri di San Giovanni di Gerusalemme istituirono una domus priorale, Priorato di Barletta, in sostituzione di quella di Bari, demolita a seguito della ribellione del 1156.
A causa della sua forte vocazione commerciale, che portava in città persone di ogni luogo, nel Codex calixtinus, scritto nel 1173, Barletta viene individuata fra le otto città in cui si può imparare a rubare e a imbrogliare, assieme a Lucca, Piacenza, Tours, Roma, Puy, Saint Gilles e Bari.
Nel 1194 terminò il periodo normanno ed iniziò quello svevo, dominato dalla figura di Federico II: divenuto imperatore nel 1220, quattro anni dopo avviò la costruzione della sua domus nel castello barlettano, allora costituito unicamente dal fortino costruito dai Normanni. L'importanza attribuita alla città dal sovrano svevo è testimoniata dall'annuncio, nel 1228, della sesta crociata durante la Dieta tenutasi proprio nella domus federiciana. Agli svevi succedette, nel 1266, la dinastia angioina. Barletta continuò, con Carlo I, a beneficiare di ricchezza economica e di attenzioni, tanto che tre dei sette membri del Consiglio dell'Imperatore erano barlettani. La dinastia aragonese subentrò nel 1442 a quella angioina e nel 1459 il nuovo re, Ferdinando I, fu incoronato proprio nella cattedrale di Barletta.
Durante il XV e XVI secolo Barletta ospitava una florida comunità ebraica mercantile, che nella Terra di Bari fu l'unica a beneficiare di uno statuto dedicato a disciplinare i suoi rapporti con gli altri cittadini del regno. Lo statuto fu approvato da Ferdinando I d'Aragona.

### Storia moderna
All'inizio del XVI secolo, durante la seconda guerra italiana che vide coinvolte Francia e Spagna, la città fu teatro della celebre Disfida di Barletta. Lo scontro tra cavalieri italiani e francesi, avvenuto a seguito di provocazioni di parte francese, si tenne il 13 febbraio 1503 nell'agro tra Andria e Corato, nel territorio della città di Trani e si concluse con la vittoria della compagine italiana, guidata dal capitano Ettore Fieramosca. La città divenne roccaforte degli spagnoli, che ne ampliarono le mura ed il castello. Nel 1528, già lacerata da divisioni interne, fu devastata dai francesi, che perpetrarono saccheggi e incendi tali da portare alla distruzione chiese ed edifici conventuali. Da quel momento cominciò il declino di Barletta, favorito dal malgoverno spagnolo e dalle calamità naturali susseguitesi per tutto il XVII secolo: nel 1627 e nel 1629 due sismi danneggiarono numerosi edifici barlettani, senza intaccare il castello cittadino; la peste del 1656 colpì la città e il numero dei suoi abitanti passò così dai ventimila di quell'anno agli ottomila del marzo 1657; nel 1689, 1731, 1743 ulteriori terremoti ridussero in ginocchio la popolazione.
Nel 1800 la sua costa fu teatro della guerra tra Inghilterra e Francia, scontrò che cumino con la presa della Pugliese (goletta), nel settembre del 1809.

### Storia contemporanea

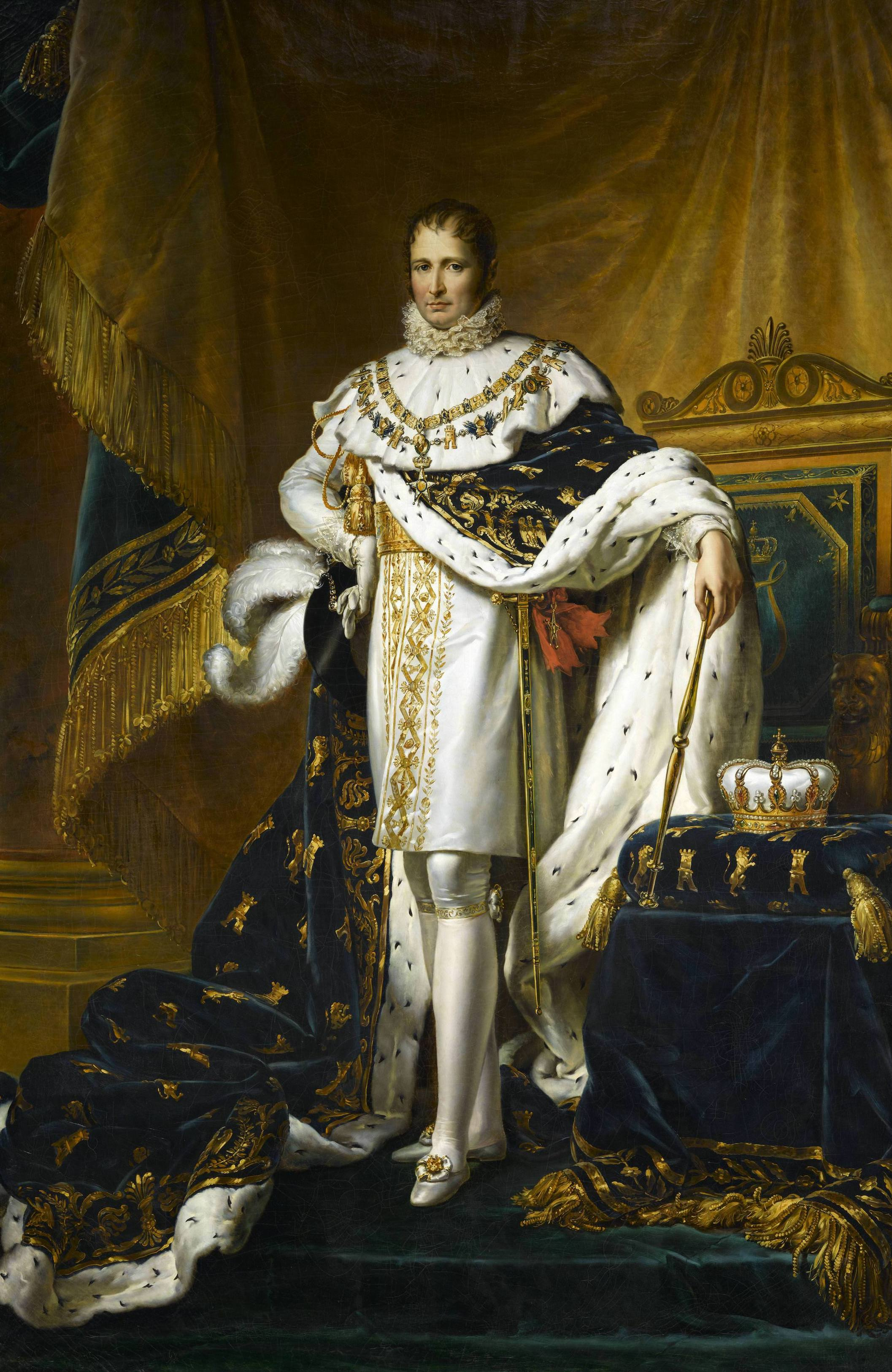
Giuseppe Bonaparte innalza a Barletta il primo faro moderno dell'Adriatico.

Segnali di rinascita si registrarono soltanto alla fine del XVIII secolo, in particolare durante i regni di Giuseppe Bonaparte e di Gioacchino Murat. Proprio durante il periodo murattiano, nel 1809, gli ordini religiosi presenti in città furono soppressi, con la conseguente confisca di tutti i loro beni. Tuttavia Barletta restò un attivo centro culturale e religioso e, nel 1860, fu elevata a sede arcivescovile da papa Pio IX col nome di arcidiocesi di Barletta.

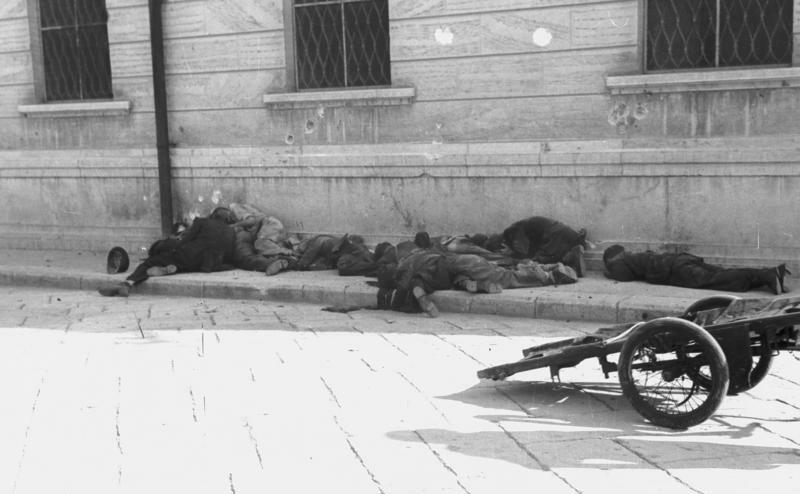
I corpi delle vittime dell'eccidio nazista del 12 settembre 1943.

Il XX secolo si aprì con lotte contadine e scioperi che videro coinvolto il cerignolano Giuseppe Di Vittorio. Il 24 maggio 1915 fu colpita dalla nave austriaca S.M.S. Helgoland, che centrò, con sei colpi di cannone, il fronte settentrionale del castello, la ferrovia marittima ed alcune abitazioni nei pressi della Cattedrale. Con il fascismo, nascono nuovi edifici pubblici, tra cui Palazzo Criscuoli, Casa Rizzi, Palazzo Calò. La città non subì ulteriori colpi grazie all'intervento del cacciatorpediniere "Turbine". 
Durante la seconda guerra mondiale, a partire dall'8 settembre 1943 la città fu sotto attacco da parte nazista. Dopo giorni di Resistenza il colonnello Francesco Grasso dichiarò la resa, ma da quel momento si ebbero numerosi episodi di rappresaglia che produssero trentadue vittime civili, oltre a decine di feriti. L'episodio più grave avvenne il 12 settembre, quando undici vigili urbani e due netturbini furono fucilati per rappresaglia presso il Palazzo delle Poste, erroneamente incolpati dell'uccisione di un tedesco, avvenuta il giorno precedente. Per questi motivi la città di Barletta è stata insignita, unico caso in Italia, con la medaglia d'oro al valor militare ed al merito civile.
Il 16 settembre 1959, 59 persone morirono nel crollo di un edificio in via Canosa. Per il triste evento la città fu visitata dal presidente della Repubblica Giovanni Gronchi. Gli anni sessanta costituirono un periodo florido per la ripresa economica. Dal 1976 al 1996 la città andò incontro a vent'anni di incertezze governative e al susseguirsi di sedici giunte, trovando nell'amministrazione del sindaco Francesco Salerno un periodo di stabilità politica, tanto da confermare il suo mandato per la seconda volta consecutiva.

### Simboli

Gonfalone del comune di Barletta

Lo stemma e la bandiera erano stati riconosciuti con decreto del Capo del Governo del 9 marzo 1935.
Lo Statuto comunale afferma quanto segue:
Il medesimo statuto a proposito dello stemma e del gonfalone cittadino li descrive in questo modo:
Il gonfalone è rappresentato da un "drappo rettangolare a forma di bandiera, di colore bianco, frangiato d'oro, caricato dello stemma comunale sopra descritto; il drappo attaccato ad un'asta di metallo sormontata da una freccia dorata con lo stemma del Comune. Nel drappo l'iscrizione centrata in oro: "Città di Barletta". Nastri e cravatta, tricolorati dai colori nazionali, frangiati d'oro".»
Lo stemma attuale è stato concesso con decreto del presidente della Repubblica, Carlo Azeglio Ciampi, dell'8 settembre 2000, che ha modificato anche la forma della corona, prescrivendo quella prevista dal regolamento araldico. La leggenda racconta che il signore dell'antica Bardulos accompagnato dalle milizie cittadine, avesse ucciso in battaglia il capo dei pirati saraceni che avevano attaccato la città. Al ritorno in città, giunto nei pressi delle mura, pulì quattro delle sue dita ancora sporche di sangue, su una delle porte urbiche. Il sangue delle dita sarebbe rappresentato, nell'attuale stemma, dalle quattro striature orizzontali di colore rosso. Curioso è notare che la città adriatica dirimpettaia, Ragusa (Dubrovnik), ha uno stemma identico, mentre Ravello in Costiera amalfitana, i cui nobili controllarono a lungo le Puglie, ha stemma identico ma con una fascia in meno.
È attestato anche l'uso di una bandiera, dalla seguente blasonatura:
La scritta è talvolta omessa.

### Onorificenze
La città di Barletta è tra le istituzioni decorate al valor militare per la guerra di Liberazione. Insignita l'8 maggio 1998 della medaglia d'oro al merito civile per i fatti, tra gli altri, dell'eccidio di Barletta e il 7 luglio 2003 della medaglia d'oro al valor militare, per la difesa della città da parte delle truppe italiane al comando del colonnello Francesco Grasso. Per i sacrifici della sua popolazione e per l'attività di resistenza durante la seconda guerra mondiale:

## Monumenti e luoghi d'interesse

### Architetture religiose
Duomo di Barletta

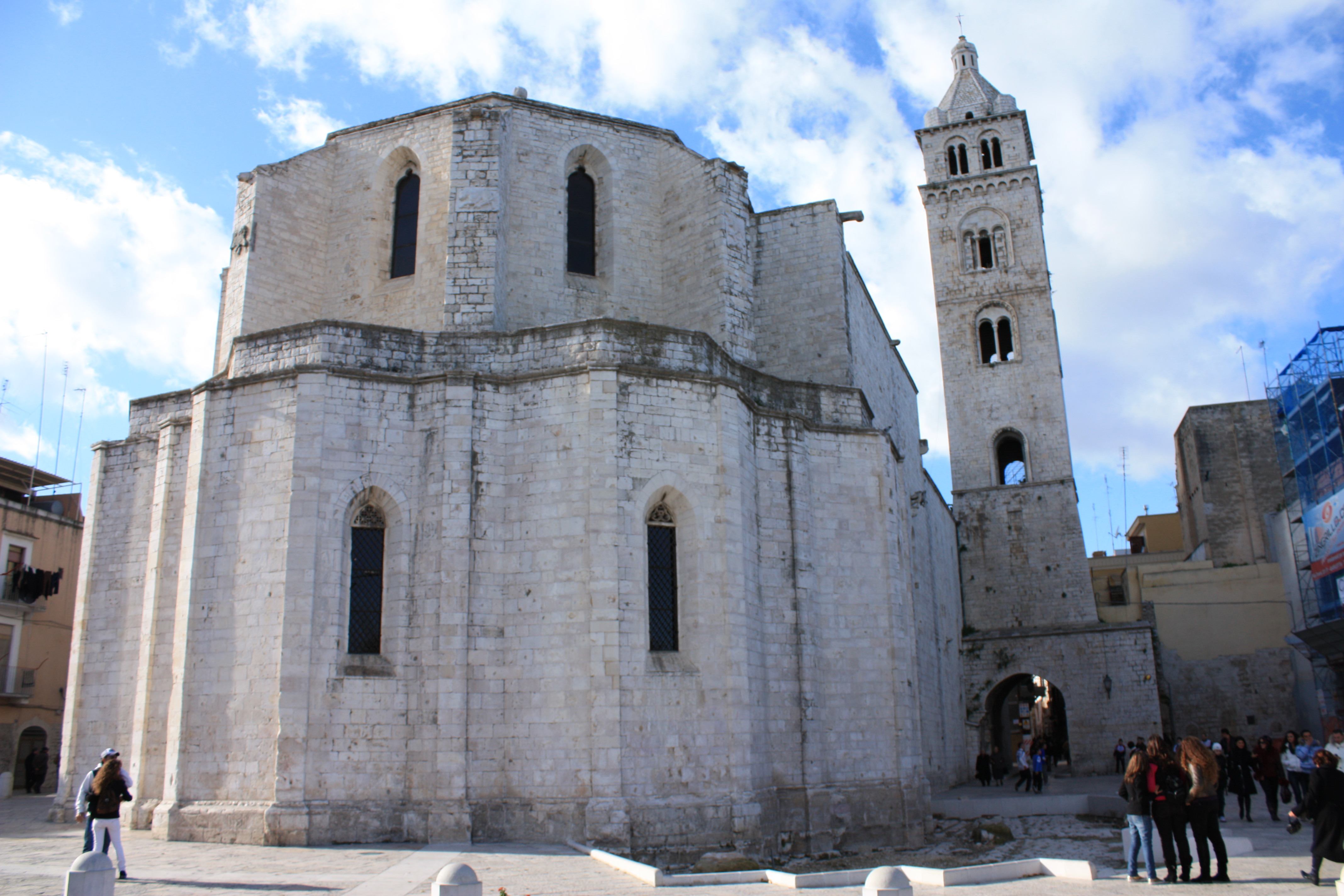
Le absidi gotiche del duomo

Situato nei pressi del castello, risulta posto al termine del tracciato direttore originario del primo nucleo cittadino. Si distingue in una parte sotterranea ed una al livello stradale e risulta essere il frutto di stratificazioni millenarie che hanno visto il sovrapporsi di tombe "a grotticella" del III secolo a.C., una basilica paleocristiana del VI secolo, una seconda basilica altomedievale risalente al IX-X secolo, e infine l'edificio superiore. Quest'ultimo è composto da una parte anteriore tipicamente romanica risalente al XII secolo ed una posteriore realizzata in forme gotiche nel XIV secolo. Il campanile è originario del XII secolo.
La chiesa ha raggiunto il suo massimo splendore durante le crociate, fungendo da punto di transito per i pellegrini che si recavano in Terra santa e sede per secoli degli arcivescovi di Nazareth (in esilio). Disposta secondo un orientamento est-ovest, con absidi rivolte ad oriente, è caratterizzata da un impianto basilicale. È divisa in tre navate con cappelle laterali nell'ala meridionale e presenta nell'area presbiterale un ciborio dietro cui si apre il coro. L'edificio è tornato al suo antico fasto dopo i lavori di restauro durati prima dal 1955 al 1981 e in seguito dal 1981 al 1996. Fu elevata a cattedrale metropolitana dal beato Pio IX con bolla del 21 aprile 1860 ed insignita della dignità di basilica minore da san Giovanni XXIII il 17 marzo 1961.

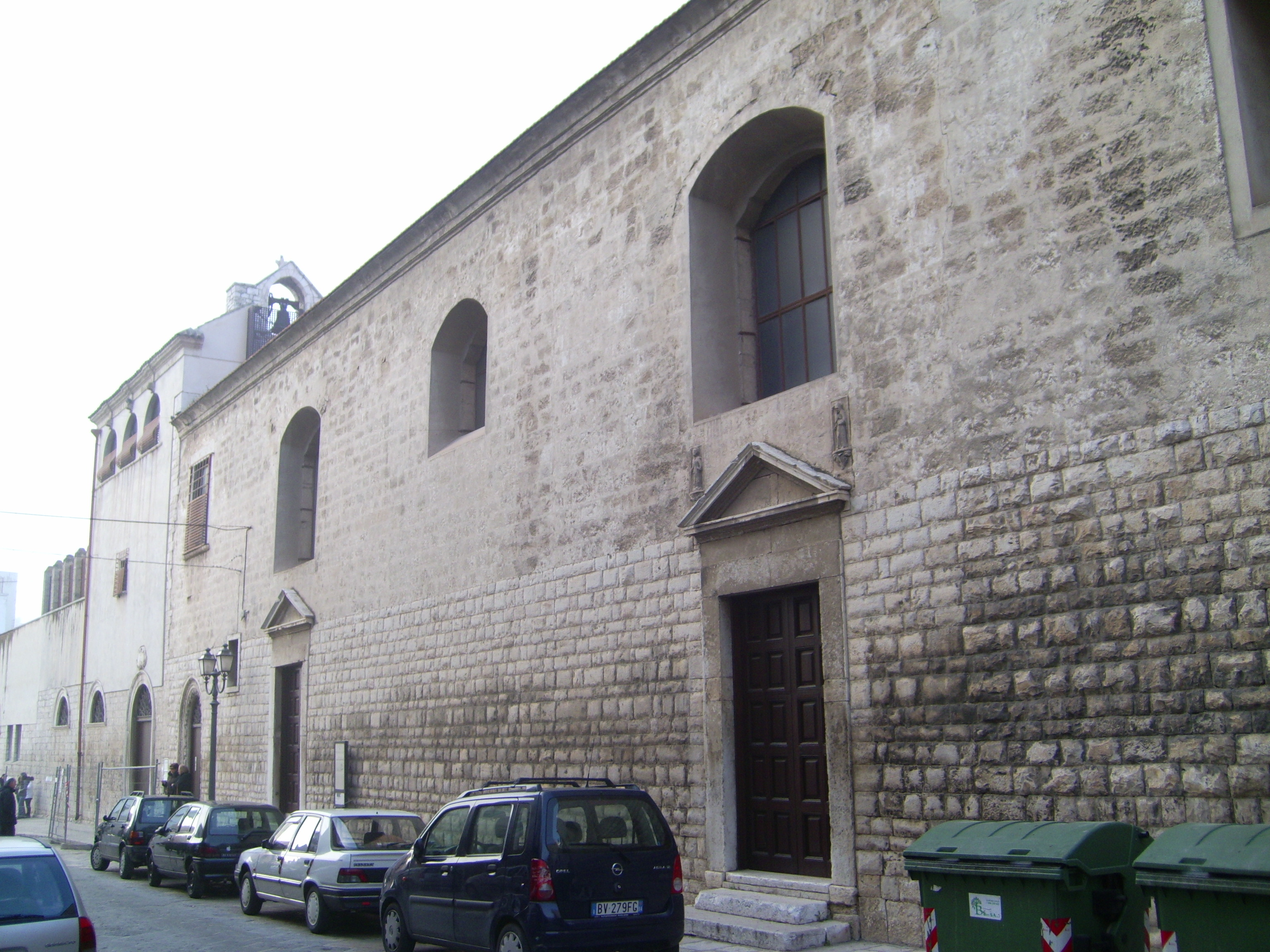
Chiesa di San Ruggero
Fa parte del complesso conventuale omonimo, situato in via Cialdini. Lungo questa strada sono ubicati altri complessi conventuali come la chiesa di San Gaetano, Santa Maria della Vittoria e il Monte di Pietà. 
La denominazione attuale del complesso conventuale non corrisponde a quella originaria. Il convento infatti, appartenente fin dagli albori ai benedettini, era dedicato a santo Stefano. Nel 1861, con la soppressione degli ordini monastici, venne modificata la sua denominazione in quella attuale, in onore di san Ruggero, vescovo di Canne e patrono della città di Barletta. Attualmente il monastero ospita le monache benedettine celestine.
In questa chiesa il 30 dicembre di ogni anno si venera il santo con la tipica processione durante la quale il busto argenteo del patrono cittadino viene portata a spalla dai devoti.
Basilica del Santo Sepolcro

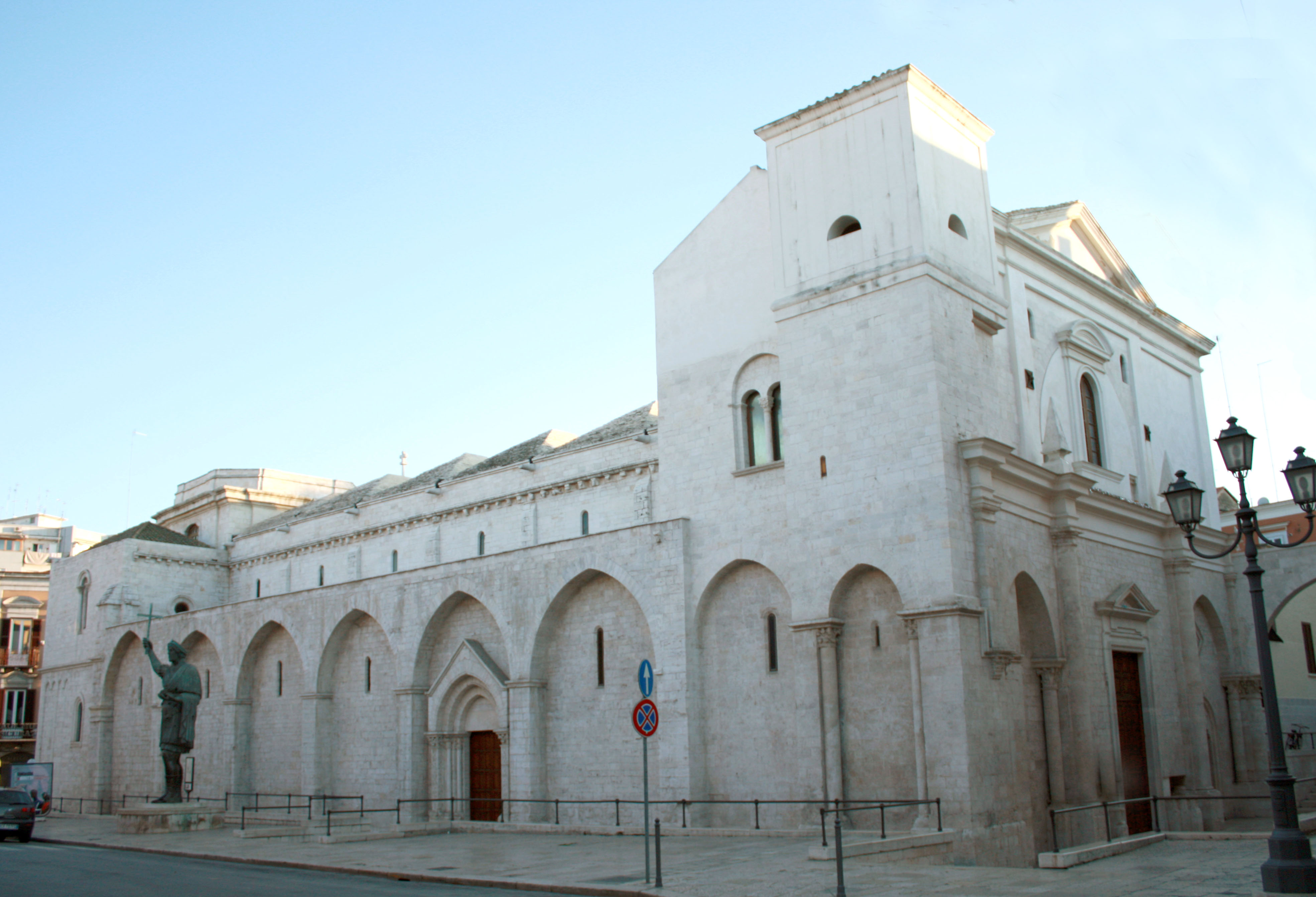
La basilica del Santo Sepolcro

Situata nei pressi del colosso di Barletta tra due antichi e importanti assi di comunicazione viaria, mantiene uno stretto legame con la Terra santa e il Sepolcro di Gesù. Officiata dai canonici e dai cavalieri del Santo Sepolcro di Gerusalemme, è stata meta di transito per i pellegrini diretti in Terra Santa e per i crociati in viaggio dal porto di Barletta verso Gerusalemme. L'edificio fu eretto in forme gotico-borgognone alla fine del XII secolo. L'impianto basilicale a tre navate è costituito da sette campate, che partono dal nartece e giungono al transetto, scandito da archi e volte ad ogiva risalenti alla fine del XIV secolo.
Nella cappella sovrastante il nartece è custodito il tesoro, che comprende una croce patriarcale binata, un tabernacolo con il Cristo in Maestà in mandorla, una colomba eucaristica in rame dorato, un ostensorio risalente al XII secolo e degli affreschi del XIII secolo. La chiesa nel 1852 fu elevata a Collegiata da Pio IX e nel 1951 fu decorata del titolo di basilica pontificia minore da Papa Pio XII.
Basilica di San Domenico
Anticamente nota come chiesa di Santa Maria Maddalena, il complesso ecclesiastico di San Domenico comprende la chiesa e l'annesso convento. Stanziatisi in un primo momento presso un edificio posto a ridosso di Porta San Leonardo, nei pressi dell'attuale viale Giannone, dopo essere stato completamente raso al suolo dai francesi, verso la metà del XVI secolo l'antica chiesa dei Templari di Santa Maria Maddalena, venne rilevata e ristrutturata dai domenicani e fu iniziata l'edificazione del convento. La chiesa fu ampliata nei primi anni del XVIII secolo e fu dotata di un nuovo altare maggiore, fatto erigere da Luigi della Marra.
Chiesa di San Gaetano

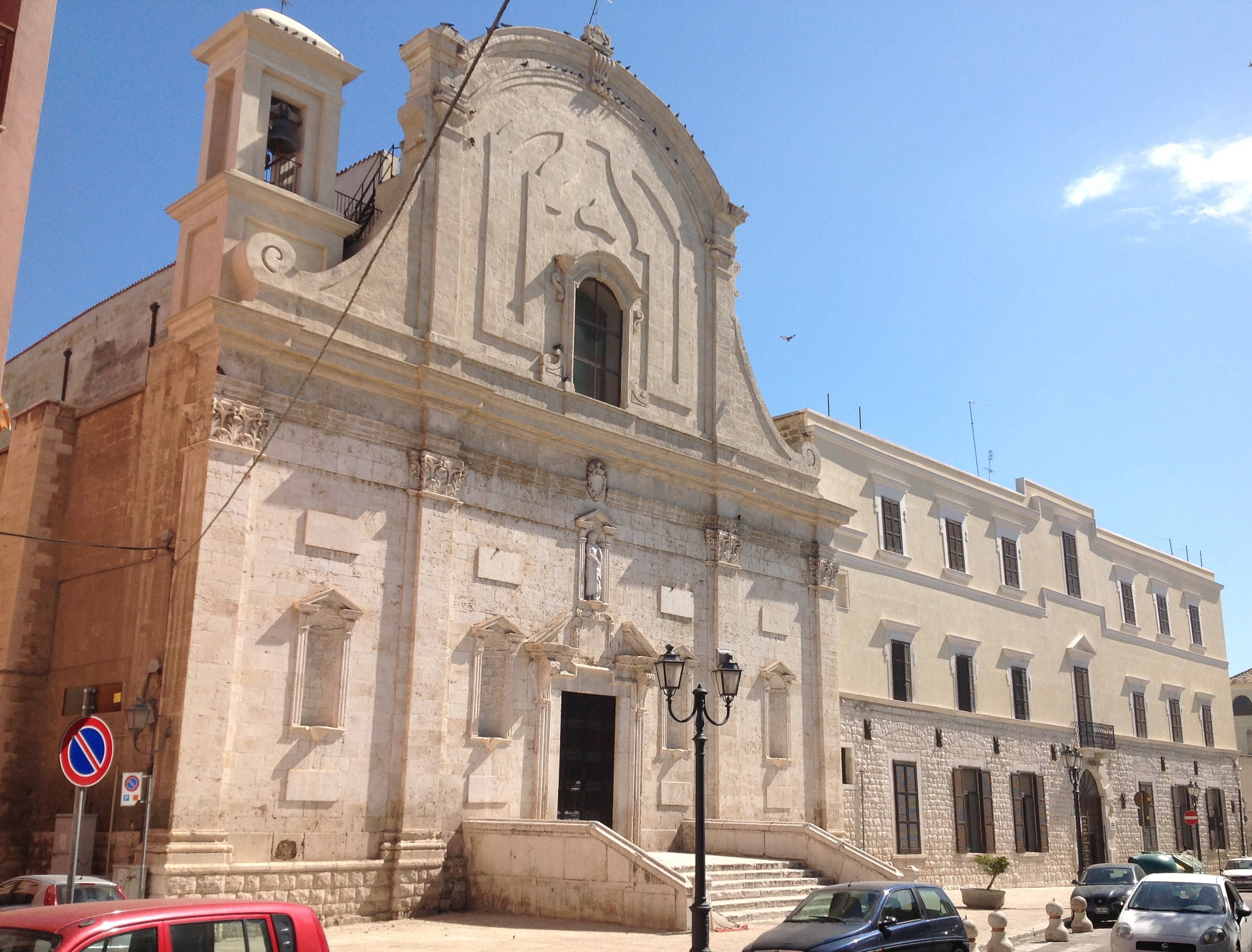
La chiesa di San Gaetano

Fondata nel XVII secolo dall'Ordine dei chierici regolari teatini, conserva al suo interno una reliquia della Sacra Spina. Il complesso edilizio su cui si erge la chiesa al momento della sua fondazione era sede di una piccola chiesa intitolata a san Giuseppe. Nel 1667 sia la chiesa che il convento furono trasformati, prendendo la denominazione che ancora conserva. Nella primavera del 1656 iniziarono i lavori per l'edificazione della chiesa dedicata a san Gaetano che furono terminati nel 1667 dopo due anni di sospensione a causa della peste. Quando l'ordine dei Teatini fu soppresso la chiesa fu affidata ai confratelli della Santissima Trinità.
Chiesa di San Giacomo

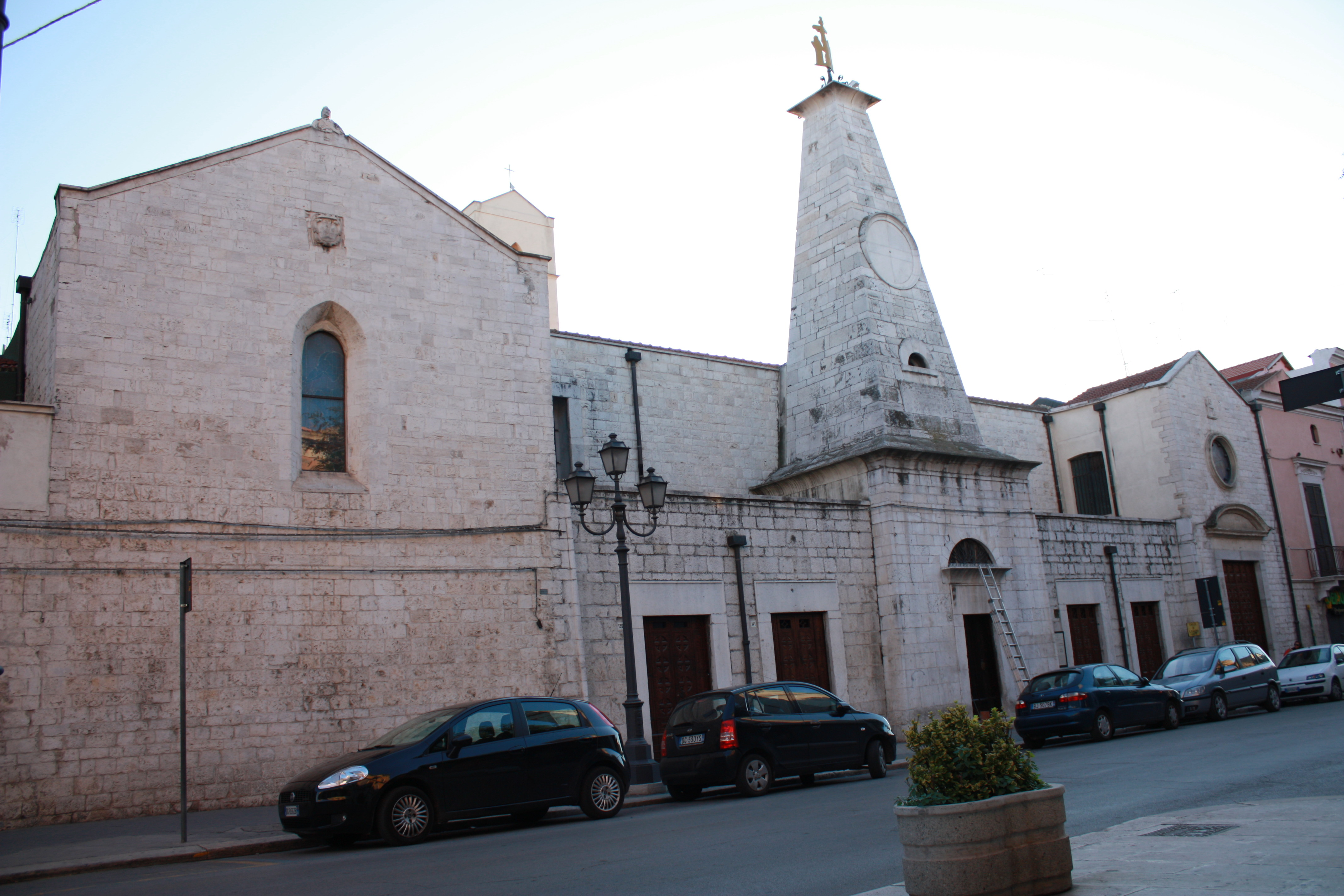
La chiesa di San Giacomo

Risale all'XI secolo e si erge dove in antichità vi sarebbe stato un luogo di culto pagano. È disposta lungo l'asse est-ovest con altare ad oriente. L'accesso principale in origine era posto sul fronte occidentale, in seguito però la saturazione degli spazi mediante occupazione del suolo con edifici di carattere residenziale, indusse a spostare l'accesso sul lato nord, dando luogo al portale che prende il nome di "Porta maggiore". Il fronte principale vede la presenza nel mezzo di un obelisco con orologio. Nel 2001 la chiesa subì ingenti lavori di restauro, che ne riportarono alla luce le linee architettoniche originarie. Furono ripristinate monofore di varie epoche, il soffitto a capriate del XVIII secolo e la cappella del Santissimo Salvatore con la duecentesca volta a crociera. La chiesa possiede un ricco patrimonio di tavole, tele, oggetti liturgici, reliquiari e paramenti sacri risalenti al periodo compreso tra il XIII e il XX secolo.
Chiesa di Sant'Andrea
Le prime testimonianze documentate risalgono al XII secolo ed individuano nell'area un tempio dedicato al santo Salvatore. Nel XVI secolo i Della Marra, che erano proprietari dell'edificio religioso lo donarono ai frati minori osservanti, la cui chiesa di Sant'Andrea fuori le Mura era stata distrutta durante il sacco del 1528. La distruzione portò gli osservanti con il loro complesso conventuale all'interno delle mura. La chiesa ha subito più fasi di costruzione e successivi ampliamenti terminati nel Novecento, quando fu realizzata l'apertura di una nuova strada ad est, denominata via Bruno Marino, anticamente detta vicoletto Sant'Andrea. È stata sottoposta a restauro conservativo e riaperta al pubblico nel 2010.
Concattedrale di Santa Maria di Nazareth
Più comunemente conosciuta col titolo di Chiesa di Nazareth, è stata la cattedrale della arcidiocesi di Nazareth in Barletta. Al suo fianco è ubicato il Palazzo arcivescovile nazareno, con il quale forma un unico grande complesso essendo stato questo l'episcopio degli stessi arcivescovi. Costruita intorno al 1570, fu realizzata in seguito alla distruzione della precedente cattedrale che era sita extra moenia ed è stata cattedrale arcivescovile fino al 1818, anno in cui fu soppressa l'arcidiocesi di Nazareth.
Chiesa della Sacra Famiglia
Si tratta di un complesso parrocchiale costruito negli anni novanta, in sostituzione dell'edificio ecclesiastico eretto agli inizi del Novecento nel quartiere Borgovilla-Patalini, zona di nuova espansione al tempo. La chiesa originaria è tuttora esistente, benché chiusa al pubblico per le precarie condizioni strutturali.
Chiesa del Santissimo Crocifisso
La chiesa del Santissimo Crocifisso è situata in via Petrarca, nella periferia di Barletta, e prende il nome di Patalini.
Chiesa dei Greci
Chiesa situata a ridosso del centro storico.
Ossario commemorativo dei caduti slavi

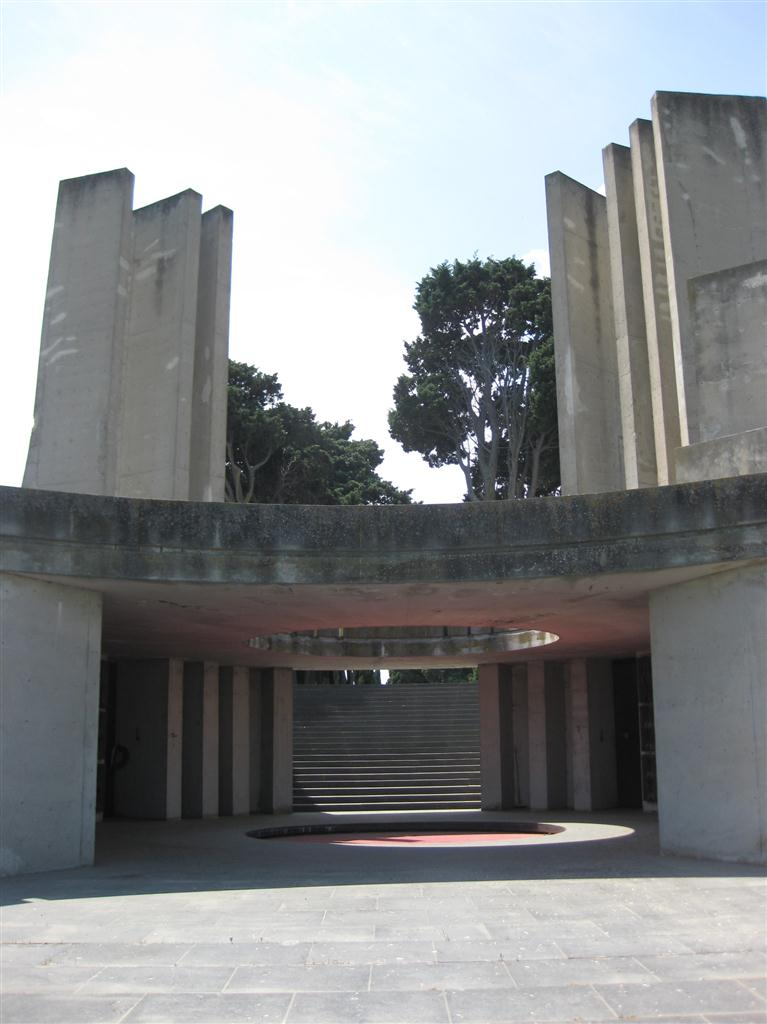
Ossario commemorativo dei caduti slavi della prima e della seconda guerra mondiale

È un monumento funebre eretto all'interno del cimitero monumentale di Barletta. La sua costruzione iniziò nel 1968, in occasione del gemellaggio tra Barletta e la città montenegrina di Herceg Novi. Progettato dallo scultore Dušan Džamonja, il monumentale Sacrario di Barletta venne inaugurato il 4 luglio 1970 e custodisce i resti di 825 morti e di altri 463 combattenti dei quali non erano state reperite le spoglie, per un totale di 1288 caduti.

### Architetture civili

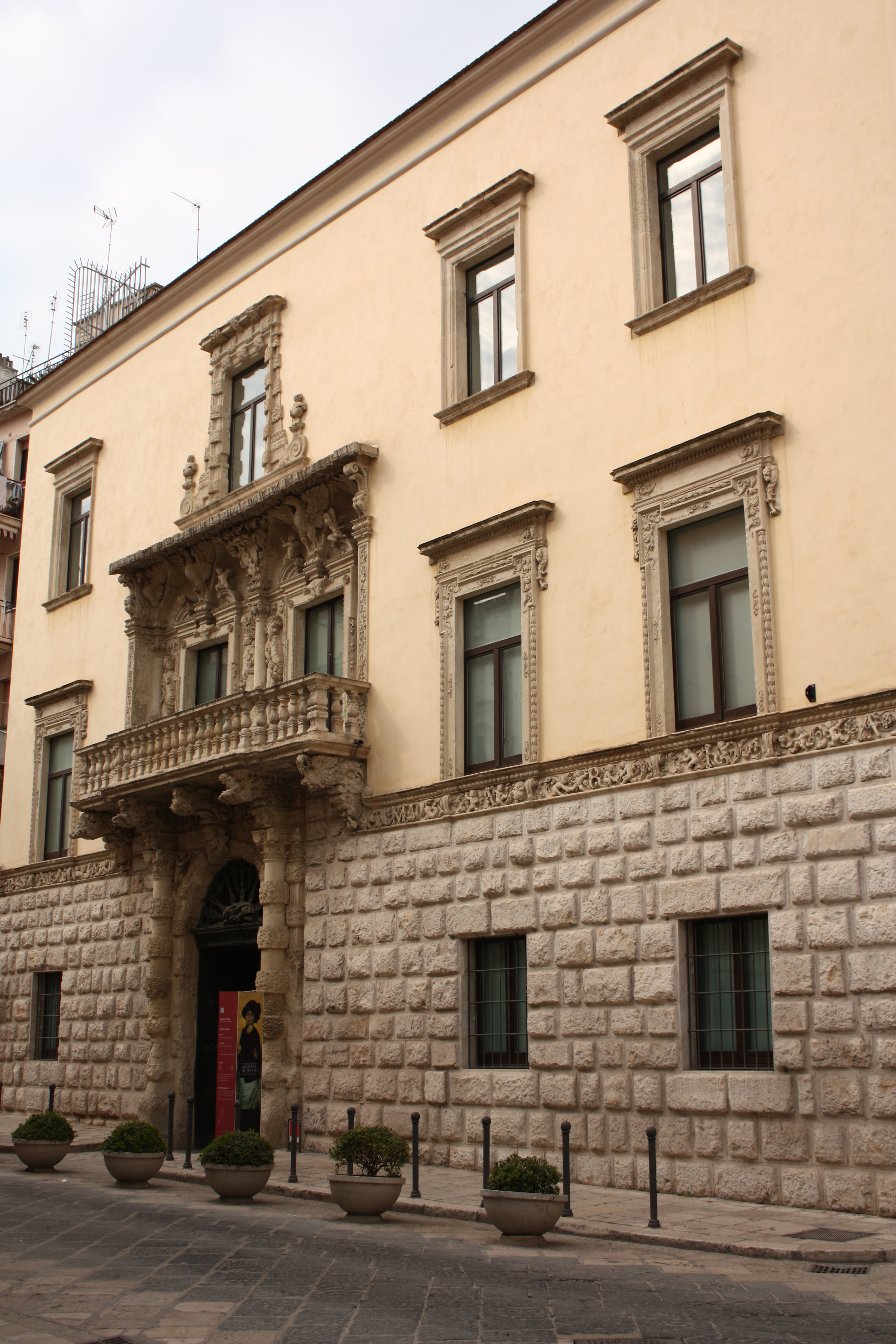
Palazzo della Marra
Di architettura barocca, è stato dimora di importanti famiglie aristocratiche. Costruito su tre livelli, l'edificio è caratterizzato, sul fronte principale, da un balcone la cui facciata risulta riccamente ornata, sorretto da cinque mensole scolpite con mostri, cani e grifi. La corte centrale presenta un loggiato e colonne che sorreggono archi. È sede al secondo piano della Pinacoteca De Nittis.
Palazzo del Monte di Pietà
Costruito alla fine del '600 in stile barocco, oggi sede della Prefettura.
Palazzo Santacroce
Anticamente noto come Palazzo dell'Ostero o dell'Ostiero, è ubicato di fronte alla facciata principale del duomo, tanto da occuparne un'ampia area del sagrato che in precedenza era di dimensioni maggiori. Il prospetto principale presenta il piano terra bugnato e quello superiore caratterizzato da una perfetta simmetria delle bucature. Il portale di accesso è dotato di un arco a sesto acuto, inquadrato da una cornice. In asse si trovano poi il balcone di rappresentanza e un timpano triangolare.
Palazzo de Leone-Pandolfelli
Si trova in via Cavour, lungo l'antica "strada del cambio". Le prime notizie su questo palazzo risalgono al 1418; sono attestati ulteriori rifacimenti durante la metà del XVI secolo. La facciata principale è scandita ai livelli superiori da lesene che intervallano aperture su un balcone che corre lungo l'intero fronte.
Palazzo Gentile
Si trova in Corso Garibaldi 123 e venne costruito nella prima metà del 1600 dalla famiglia dei Gentile. Tra il 1700 e gli inizi del 1800 fu sede del Portulanato, ovvero sia del Regio Tribunale Regionale. Dal 1860 al 1865 ospitò la sede della Sottoprefettura di Barletta, ente reggente del circondario di Barletta. Dagli inizi del 1900 divenne sede del Banco di Napoli. Tuttora ospita una filiale locale della banca Intesa San Paolo.
Palazzo Straniero
Situato nei pressi di Piazza dei Caduti, ha ospitato dal 1879 al 1967 la Regia Cantina Sperimentale di Barletta, fondata con regio decreto nel 1872. Divenuta poi Sezione Operativa Periferica dell'Istituto Sperimentale per l'Enologia di Asti, ha smesso di esistere nel 2015, venendo assorbita dall'istituto per l'uva da tavola di Turi.
Palazzo Bonelli
Villa Bonelli
Costituisce un esempio unico nel territorio barlettano di villa extra moenia, circondata da giardini che custodiscono specie arboree tipiche della regione. Villa Bonelli conobbe il suo massimo splendore nei primi decenni del XIX secolo, quando i lavori di restauro e di ampliamento voluti dal conte Raffaele e da suo figlio Giuseppe ne fecero una delle più belle ville di Puglia. È costituita da un salone delle feste, da una cappella, scuderie e un "giardino eclettico" corredato da fontane, serra e un campo di minigolf. Ai primi del Novecento l'edificio e il parco cominciarono a conoscere un declino che avrebbe portato alla chiusura del complesso. La villa è stata restituita ai cittadini nel corso del 2008 in seguito a lavori di riqualificazione che ne hanno permesso il ritorno al suo antico splendore.
Teatro Curci
Intitolato al compositore Giuseppe Curci, è situato nel pieno centro cittadino, di fronte al palazzo di Città. L'odierno teatro fu progettato nel 1866 e inaugurato nel 1872. Il primo spettacolo vide l'esecuzione della sinfonia L'Italia redenta, opera del compositore e direttore d'orchestra barlettano Giuseppe Curci. Nel 1960 lo storico immobile venne chiuso a causa delle precarie condizioni, venendo riaperto solo nel 1977, dopo una lunga serie di restauri.
Palazzo della Corte
Edificio in stile neoclassico, che ha ospitato la sede municipale per circa 400 anni, dal 1540 al 1900.

#### Palazzo dell'Arco Pretorio
Fu costruito nel corso del XV secolo come sede del Capitaneo della città e proprio a causa di questa funzione è tuttora detto anche Palazzo Capitaneo. È stato sede del capitano di giustizia a partire dal 1473 e, tra il 1501 e il 1503, del Governatorato Spagnolo di Puglia e Calabria. Successivamente, venne acquistato dal comune, divenendo sede del podestà. Si tratta di un edificio di grande dimensioni eretto su due piani, le cui strutture portanti sono proprio gli archi a tutto sesto che formano un portico nel piano terra.

### Architetture militari

#### Le mura della città
Le mura di Barletta costituiscono l'antico strumento difensivo della città. Le prime mura urbiche furono edificate dai Normanni, che occuparono il territorio barlettano tra l'XI ed il XII secolo. La cortina muraria cingeva allora l'originario nucleo di Santa Maria. Durante la dominazione sveva l'imperatore Federico II ampliò il fortino normanno edificando la sua domus, individuabile nell'attuale sede della biblioteca comunale. Con l'arrivo degli Angioini la cinta muraria venne ampliata per proteggere l'area più a sud, un ampliamento del castello con la costruzione del palatium sul lato nord, scomparso in seguito al successivo ampliamento spagnolo, e lo scavo del fossato intorno al castello.
Il periodo aragonese modificò significativamente il tracciato delle mura, fino a cingere un'ampia parte dell'edificato attualmente appartenente al quartiere San Giacomo-Settefrati. Fu nel periodo subito successivo, durante la dominazione spagnola, che il castello assunse la definitiva ed attuale conformazione architettonica. Nel 1860 si diede inizio all'abbattimento della cinta muraria che ostacolava l'espansione edilizia, il commercio con le città limitrofe e la costruzione della ferrovia con la relativa stazione e degli stabilimenti industriali. Dell'antica cortina difensiva restano:
- il castello;
- tutte le mura a mare (mura del Carmine, dal nome dell'omonima chiesa) che da Porta Marina giungono al Paraticchio;
- un frammento (più propriamente, una paratia) che chiude a nord-ovest il fossato del castello dal mare aperto (cui il fossato era congiunto prima dell'interramento);
- il bastione, localmente conosciuto come il "Paraticchio", che si affaccia sugli arenili della litoranea di ponente;
- Porta Marina nell'omonima piazza;
- un piccolo bastione in via Galliano, sormontato da abitazioni civili, nel suo punto di intersezione con via Magenta.

#### Il castello

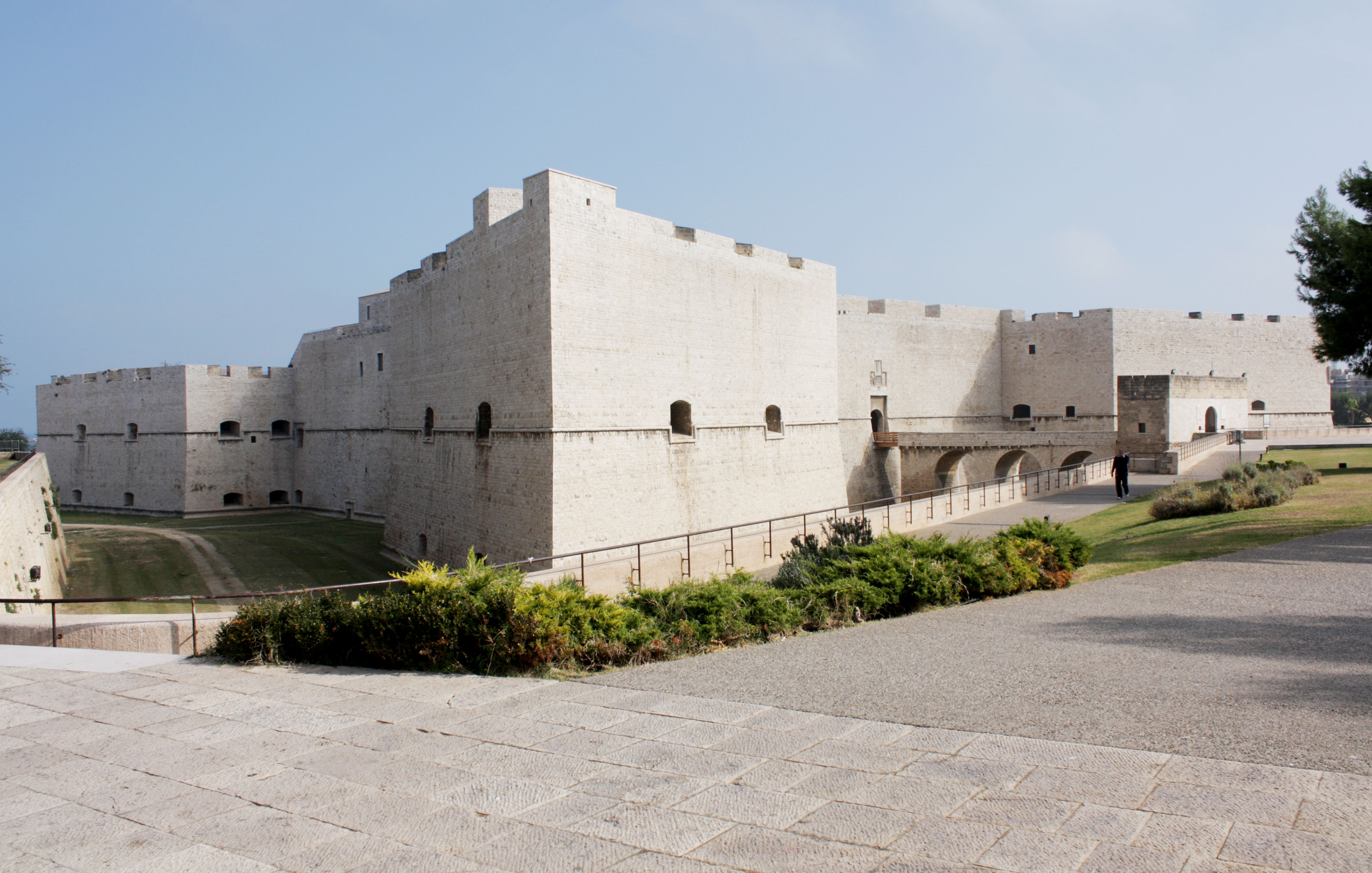
Il castello

Il castello di Barletta è una costruzione a forma quadrangolare con le caratteristiche torri-bastioni lanceolate in prossimità degli spigoli. L'edificio è il risultato architettonico di una serie di stratificazioni dovute al susseguirsi di diverse dinastie al potere, succedutesi dall'XI secolo al XVIII secolo. Il nucleo originario, risalente all'XI secolo, è normanno, come testimonia la Torre maggiore inglobata nell'area meridionale dell'attuale edificio. Durante le crociate divenne abituale ricovero per i cavalieri in partenza e in arrivo dalla Terra santa. Evidente è il lascito di Federico II di Svevia, testimoniato nel lato sud da finestre ogivali che presentano l'aquila imperiale scolpita nelle lunette, motivo ricorrente dell'iconografia sveva.
Il castello così come lo vediamo è stato realizzato a partire dal 1532, per volere del re spagnolo Carlo V. Nel 1867 fu acquistato dal Comune di Barletta, divenendo in seguito un deposito d'armi e un carcere. Nel 1973 è stato sottoposto a un lungo restauro, terminato nel 1988; nel 2001 sono stati effettuati lavori di riqualificazione, durati circa un anno. È sede della biblioteca comunale, del museo civico e pinacoteca e del lapidarium. Tra i pezzi più importanti qui conservati vi sono il Sarcofago degli Apostoli, prima testimonianza cristiana a Barletta, e un busto di Federico II del XIII secolo.

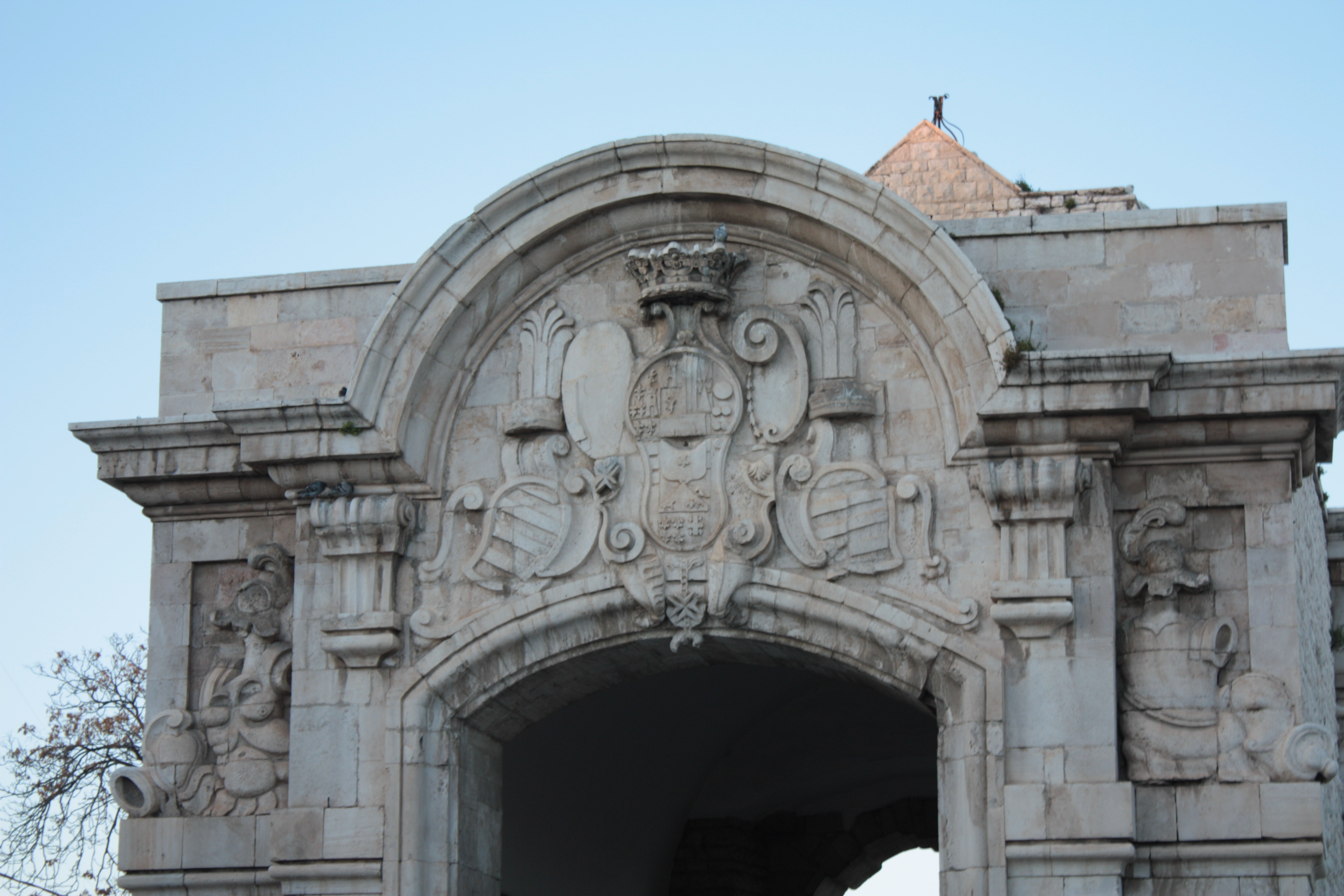
Porta Marina

#### Porta Marina
Porta Marina costituisce l'unico esempio rimanente delle antiche porte che cingevano la città di Barletta. È situata nella piazza omonima e verso essa confluiscono via Mura San Cataldo, via Mura del Carmine e via Marina, che porta e prosegue, attraversando la piazza, fino alla Cantina della disfida.
Porta Marina non è sempre stata situata nel medesimo punto: quella originaria si trovava al termine meridionale di via Sant'Andrea e al suo fianco trovava posto l'antico Palazzo della Dogana. Nel 1751 fu costruita la nuova porta, come testimonia l'epigrafe posta sulla facciata esterna, la quale appare affiancata dalle armi della città e dallo stemma borbonico. Attualmente nei pressi della porta sono in corso indagini archeologiche con le quali si intende riportare alla luce di un antico pozzo-abbeveratoio ivi esistente fino alla Prima guerra Mondiale. La sua esatta ubicazione corrisponde alla rotonda posta davanti alla chiesa di San Cataldo.

### Altro

#### Il Colosso

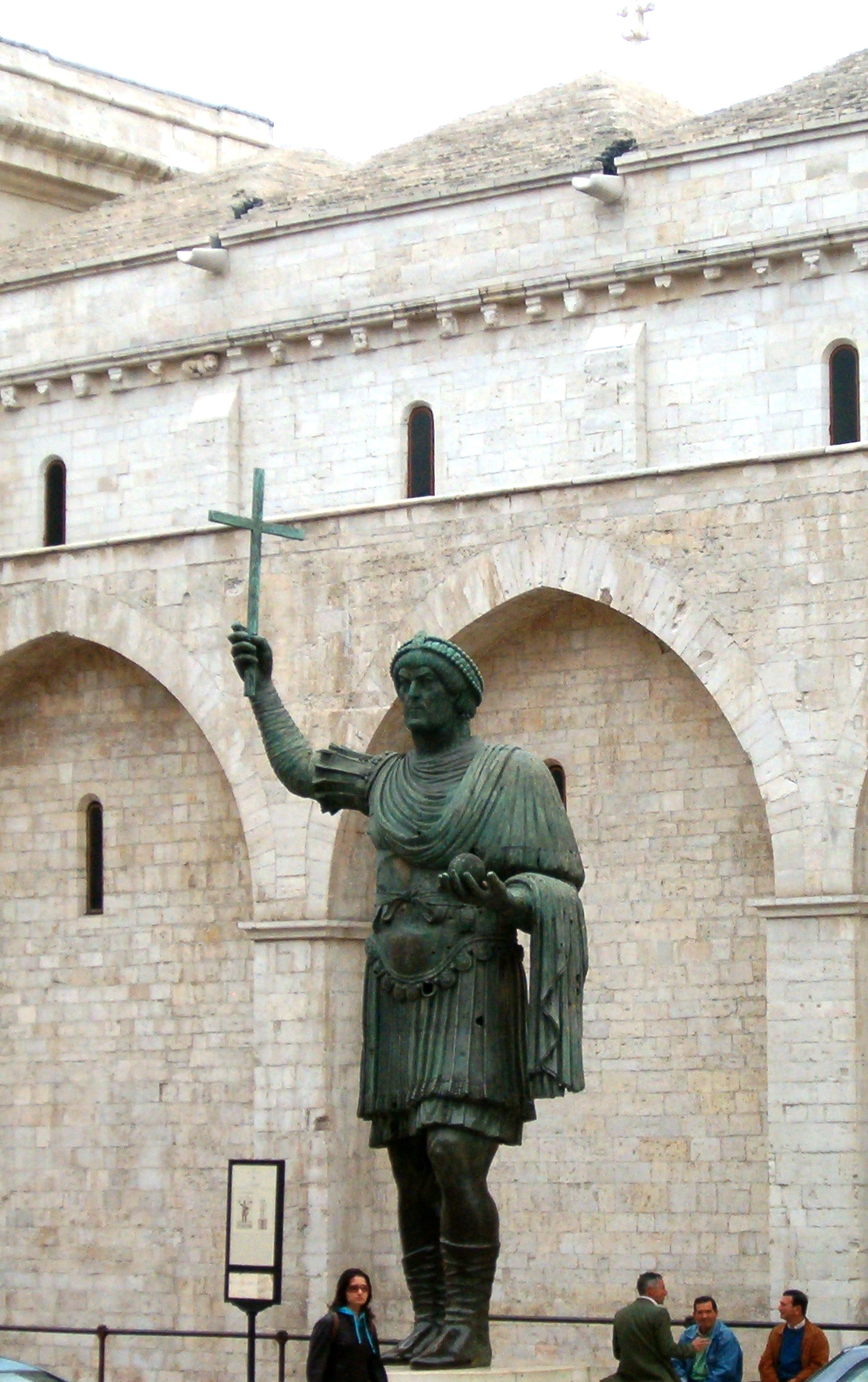
Il Colosso di Barletta, chiamato Eraclio

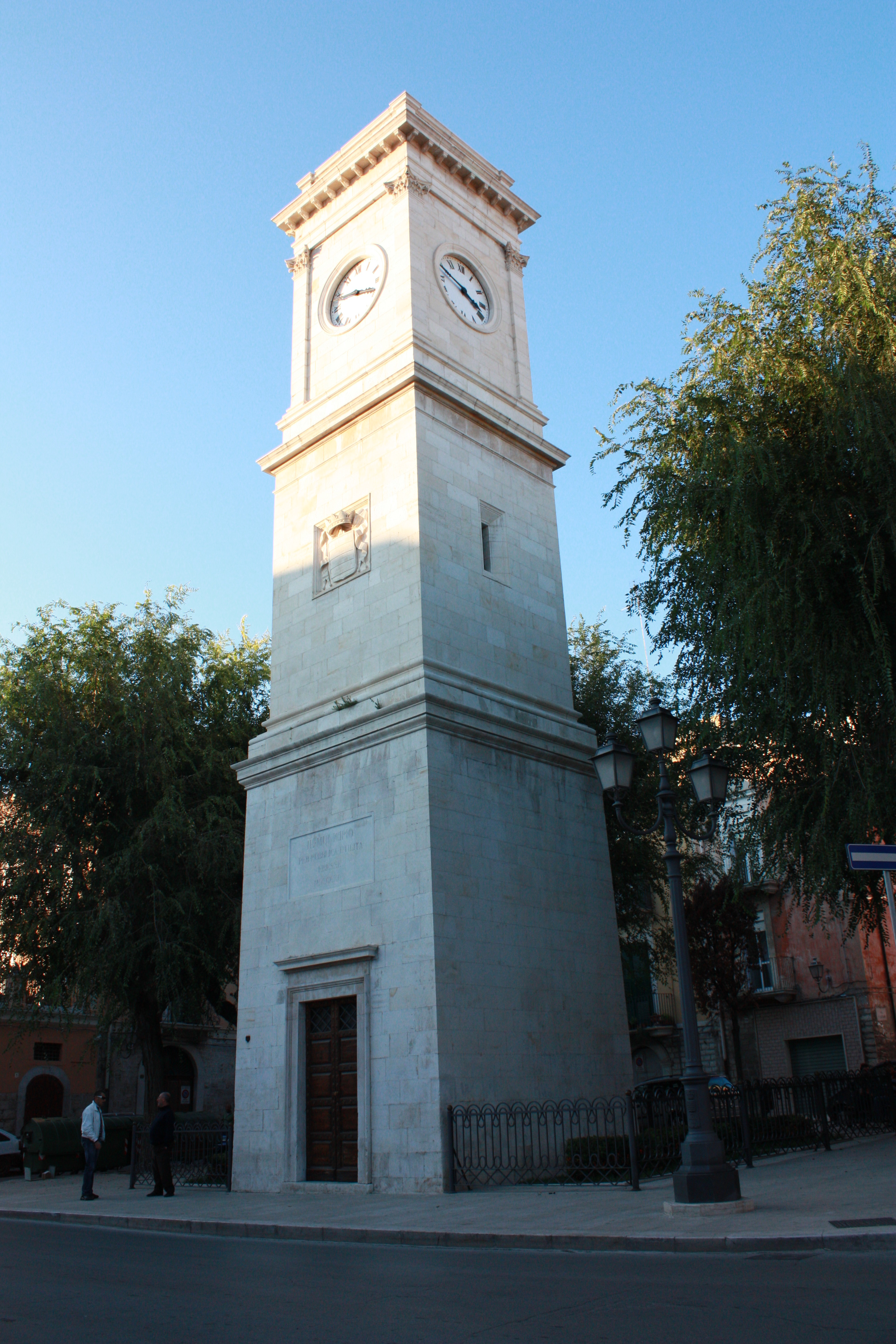
Torre dell'orologio di San Giacomo

Il colosso di Barletta è una gigantesca statua in bronzo che si erge in corso Vittorio Emanuele, nei pressi della basilica del Santo Sepolcro, sopra un basamento alto circa un metro. Restaurata durante il Medioevo, è caratterizzata da un uomo in vesti imperiali tardo-romane e bizantine, come mostrano il diadema e l'indumento circolare tipico dei militari di alto rango, presenti sul capo. La statua, nota a livello cittadino come Eraclio, in realtà è di incerta identificazione. Le indagini storiche effettuate fanno risalire le sue origini alla prima metà del V secolo.

#### La cantina della Sfida
Nota anche come "Osteria" o "Casa di Veleno" (con chiaro riferimento al celebre romanzo di Massimo d'Azeglio), probabilmente attiva nel periodo che va dal XIV al XV secolo, è il luogo in cui si sarebbe svolto nel 1503 il banchetto che originò la Disfida di Barletta. Qui furono invitati dagli spagnoli alcuni nobili prigionieri francesi catturati durante uno scontro e dove, l'irriducibile tracotanza verbale del transalpino Charles de La Motte generò l'offesa nei confronti dei cavalieri italiani. Quest'ultimo, infatti, affermava che le abilità guerresche degli italiani erano molto inferiori, sia a quelle dei francesi che a quelle degli spagnoli. Le offensive frasi del francese giunsero alle orecchie degli italiani, che subito richiesero scuse formali, ma allo sprezzante rifiuto dei transalpini gli italiani li sfidarono a duello, si ebbe, così, la famosa Disfida di Barletta, combattuta fra tredici italiani e altrettanti francesi.

#### Strade storiche
Via DuomoVia Duomo, anticamente nota come "Strada Santa Maria", è una delle vie più antiche della città, con una sezione stradale ridotta, di soli cinque metri e una lunghezza di cento metri. Si snoda dalla cattedrale di Santa Maria Maggiore sino alla "Piazzetta", ossia sino al nodo viario in cui confluiscono via Cialdini, via San Giorgio, via Sant'Andrea, corso Garibaldi e la stessa via Duomo. Lungo via Duomo si aprono numerosi vicoli ad essa ortogonali, che portano a nord verso le antiche mura, mentre a sud verso via Ettore Fieramosca. Studi tipologici effettuati sull'area la ricondurrebbero al borgo primordiale cittadino e questa via al tracciato più antico, lungo il quale si sarebbe formato il primo aggregato urbano. Con il recupero architettonico e funzionale del centro storico via Duomo è oggi una delle vie più frequentate, grazie anche alla presenza di numerosi locali e alla funzione di collegamento tra corso Vittorio Emanuele e il castello.
Corso Giuseppe GaribaldiCostituisce uno dei più antichi tracciati che collegavano la città di Barletta con l'importante città di Canosa di Puglia. Storicamente denominata "via della Selleria", questa strada va dalla Piazzetta, ossia dall'ingresso di via Duomo fino all'incrocio con le odierne viale Giannone e via Baccarini, da cui ha inizio via Imbriani. Lungo i suoi lati si trovano molti dei negozi più eleganti della città, nonché numerosi palazzi storici, tra cui palazzo Marulli, ed è divisa pressoché in due tronchi da piazza caduti di Guerra con l'omonimo monumento.
Corso Vittorio EmanueleÈ una delle vie più rappresentative della città, sia dal punto di vista storico che da quello commerciale. Un tempo divisa in due parti da porta Reale, è stata da sempre interessata da un intenso traffico pedonale. Su di essa insistono numerosi monumenti ed edifici di notevole importanza, quali la torre dell'Orologio di San Giacomo con l'omonima chiesa medievale, il palazzo della famiglia Cafiero (in cui nacque Carlo Cafiero), il palazzo della famiglia De Nittis (in cui nacque Giuseppe De Nittis), il Teatro Comunale Giuseppe Curci, la basilica del Santo Sepolcro e la statua del colosso bronzeo detto "Eraclio".
Via CavourAnticamente era conosciuta come "strada del cambio", in quanto proprio lungo questo tratto viario si concentravano le attività dei cambiavalute. Questa via è nel tempo divenuta sede di numerosi palazzi storici come i due palazzi de Leone-Pandolfelli, palazzo Cognetta, palazzo Esperti, palazzo del Gran Priore. Via Cavour si snoda dall'ex sede della Banca d'Italia sino all'incrocio che conduce al castello, dove fino al 1925 si ergeva l'antica porta San Leonardo, che chiudeva la via per Trani.
Via Ettore FieramoscaAnticamente conosciuta come "strada del forno" per la presenza di un forno costruito dai Greci per i bisogni della propria comunità, si tratta di una strada che fungeva da cerniera di chiusura intorno al nucleo urbano più antico, detto "di Santa Maria". Via Fieramosca è caratterizzata da un andamento curvilineo che, proseguendo lungo via San Giorgio e via Sant'Andrea, scendendo di quota, giungendo fino a Porta Marina. Su questa via si affacciano palazzo Pignatelli e palazzo Esperti.

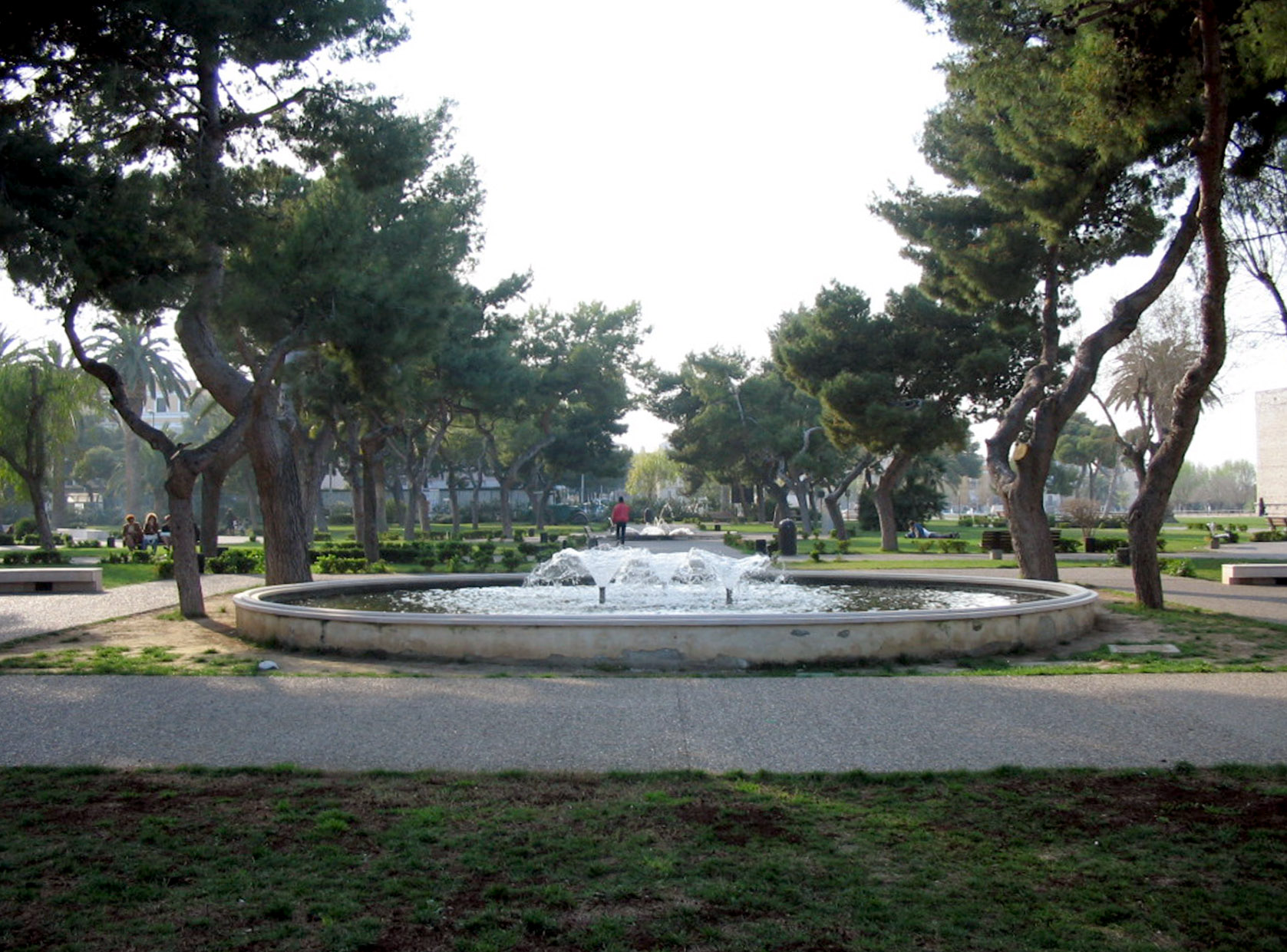
I Giardini del castello

#### Parchi e giardini
Giardini del castelloIntitolati ai fratelli Cervi, i giardini si estendono intorno al castello e fanno da cornice alla fortezza e alla Concattedrale di Santa Maria Maggiore. In seguito ai restauri, conclusisi nel 2002 e che hanno visto la riqualificazione dei giardini, trasformati in parco con aree attrezzate, l'intera area è stata restituita alla cittadinanza barlettana, che ne ha fatto un punto nevralgico del centro storico.

#### Monumenti e statue
Monumento ai caduti in guerraInaugurato il 18 marzo 1929, si erge nell'omonima piazza Caduti in Guerra nei pressi del vecchio Palazzo delle Poste su un'aiuola circolare. Voluto dalla città per commemorare i propri caduti nella prima guerra mondiale, è costituito da un basamento marmoreo sul quale si imposta un ampio blocco di forma pressoché quadrangolare, terminante con una stele di colore bianco. Sulla parte superiore del blocco di colore bianco è incisa la scritta «Barletta ai suoi prodi figli caduti in guerra» seguita dalle due date MCMXV e MCMXVIII. Al momento della costruzione la stele era sovrapposta ad una fascia bronzea raffigurante dei soldati colti nell'attimo dell'ultimo sacrificio per la patria. Durante la seconda guerra mondiale questa fu però asportata e donata allo Stato per farne delle munizioni. A memoria di questo ulteriore sacrificio è stata posta in seguito una lastra commemorativa su cui è incisa la significativa frase Demmo anche il bronzo che eternava il nostro sacrificio. Nei suoi pressi, precisamente dinanzi alla parete laterale del Palazzo delle Poste il 12 settembre 1943 avvenne l'eccidio compiuto dai tedeschi ai danni di dieci vigili urbani e due netturbini.
Monumento a Massimo d'AzeglioNel 1880 l'amministrazione comunale, per volere del sindaco Francesco Paolo De Leon, eresse, nella piazza omonima, un monumento dedicato a Massimo d'Azeglio ad opera dello scultore locale Giuseppe Manuti, in segno di riconoscenza per aver reso celebre, col suo romanzo Ettore Fieramosca l'epica Disfida di Barletta. La statua è stata recentemente restaurata e la conclusione dei lavori è stata solennizzata da una cerimonia di inaugurazione tenuta dal sindaco Nicola Maffei, preceduta da un ritratto biografico del politico e scrittore piemontese nel teatro Curci.
Monumento a Ettore Fieramoscarealizzato nel 1980, si trova in Piazza 13 febbraio 1503 e raffigura lo scontro finale tra Ettore Fieramosca e Charles La Motte.

### Siti archeologici

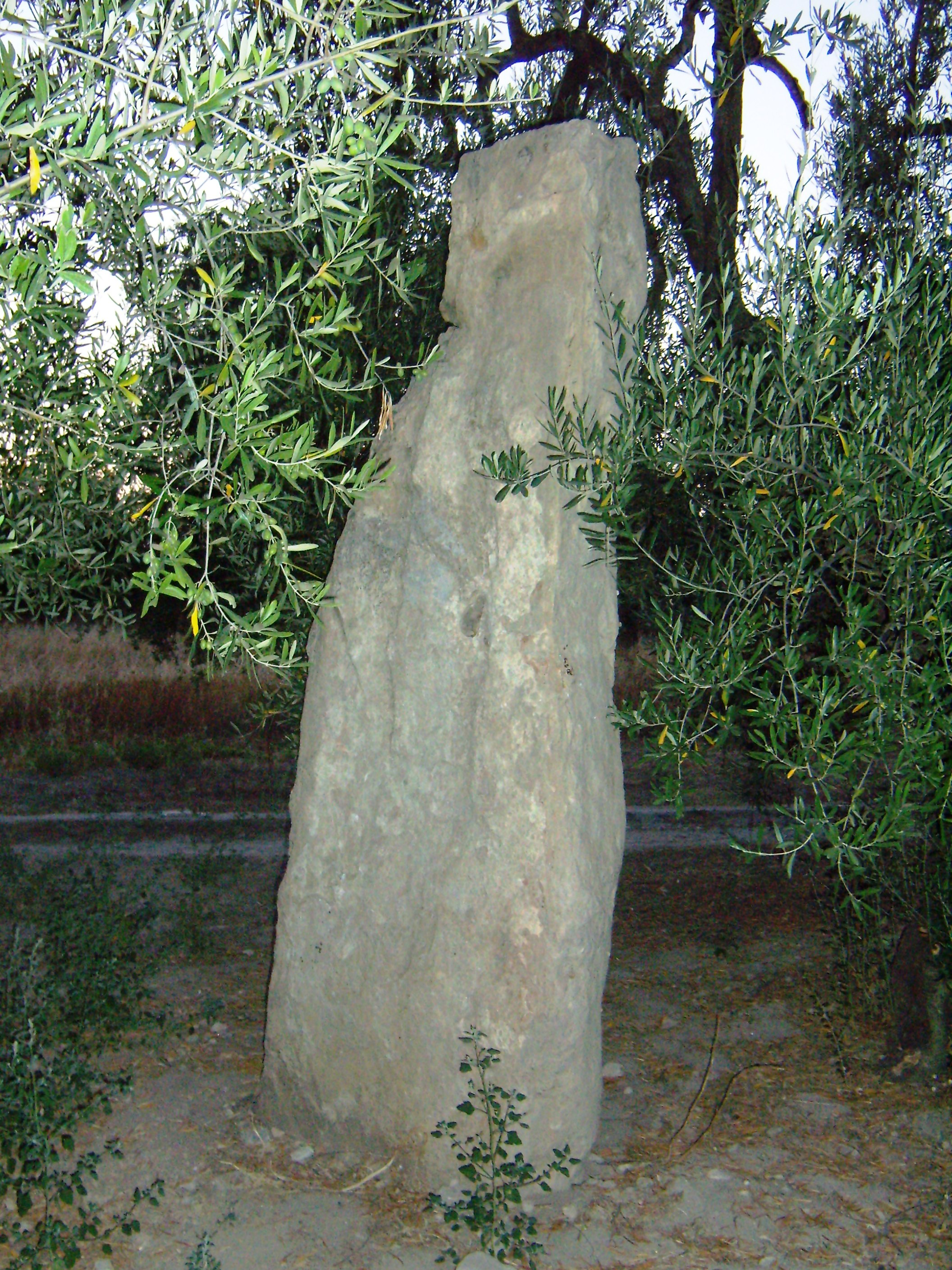
Menhir di Canne

#### Canne
Nel territorio barlettano è presente il sito archeologico di Canne, ossia il luogo in cui nel 216 a.C. si svolse l'omonima battaglia che vide i cartaginesi di Annibale prevalere sui romani. Il sito archeologico è caratterizzato dalla duplice presenza dell'Antiquarium e del Parco Archeologico con le rovine della cittadella medievale, distrutta definitivamente nel 1083. Nei dintorni della cittadella sono stati ritrovati i resti di un villaggio apulo, quelli di una necropoli ed un menhir alto circa tre metri, scoperto nel 1938.
Tra il 2002 e il 2005 sono state condotte indagini archeologiche nell'area del complesso termale di San Mercurio, che hanno messo in luce una cisterna con il relativo impianto idrico. Nell'estate del 2008 l'Amministrazione comunale, d'intesa con l'Archeoclub, la Soprintendenza per i Beni Archeologici della Puglia e la Direzione dell'Antiquarium di Canne della Battaglia, ha promosso un campo di ricerca didattico di scavo archeologico, al fine di recuperare e valorizzare il territorio cannese e in particolar modo il complesso termale.

### Aree naturali
Il Parco naturale regionale Fiume Ofanto è un'area naturale protetta istituita nel 2003 dalla regione Puglia di cui fa parte la città di Barletta, insieme ai comuni di Canosa di Puglia, San Ferdinando di Puglia, Candela, Ascoli Satriano, Cerignola e Margherita di Savoia.

## Società

### Evoluzione demografica
Abitanti censiti

### Etnie e minoranze straniere
Al 31 dicembre 2023 i residenti stranieri erano 2408, pari al 2,61% della popolazione.. Di seguito sono riportati i gruppi più consistenti:
- Romania 792
- Cina 270
- Albania 211
- Bangladesh 160
- Marocco 149
- Algeria 139
- Nigeria 104

### Lingue e dialetti

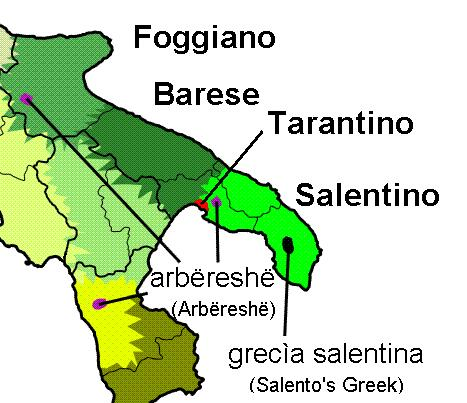
I dialetti della Puglia.

Il dialetto barlettano è una varietà linguistica facente parte dei dialetti pugliesi centro-settentrionali. In particolare, con quello di Margherita di Savoia e San Ferdinando di Puglia, esso costituisce una varietà del dialetto barese che si distingue da quella dauna. A causa della sua posizione geografica a cavallo tra l'area barese e quella foggiana, il dialetto locale risulta notevolmente influenzato da entrambi i dialetti.
Si tratta di un idioma sviluppatosi gradualmente su una base latino volgare e modificatosi nel tempo grazie agli apporti linguistici ricevuti dalle popolazioni che si sono avvicendate nell'area geografica interessata, dai Normanni agli Svevi (portatori di elementi germanici), dagli spagnoli ai francesi, portatori di ulteriori elementi romanzi.
Nei primi del XX secolo ha avuto inizio un processo di logoramento e scolorimento del dialetto barlettano. Confrontando infatti il registro dialettale della fine del XIX con quello del XXI secolo è possibile notare numerose differenze dei suoni vocalici utilizzati. Tra i fenomeni in atto vi sono il turbamento vocalico (ä, ö, ü); i frangimenti vocalici, consistenti nell'alterazione delle vocali toniche tanto nell'apertura quanto nel timbro, dando luogo a dittonghi e palatalizzazioni. I frangimenti riguardano tutte le vocali toniche per esempio u: fóusë corrisponde a 'fuso'; ó: nëpóutë corrisponde 'nipoti'; la neutralizzazione delle vocali toniche (ə́), per esempio chə́sə che corrisponde a casa, pane che corrisponde a pə́nə; la degeminazione della doppia occlusiva alveodentale sonora postonica come nei casi di carbonella che diventa carvunédə anziché carvunéddә, fenomeno particolarmente in uso tra i più giovani.

### Religione
Barletta, con le città di Trani e Bisceglie, è sede dell'arcidiocesi di Trani-Barletta-Bisceglie, sede arcivescovile della Chiesa cattolica suffraganea dell'arcidiocesi di Bari-Bitonto e appartenente alla regione ecclesiastica Puglia. La diocesi è nominalmente "titolare di Nazaret" in quanto gli arcivescovi Nazareni presero stabile dimora a Barletta dal 1327 e la successione si è mantenuta fino al 1818. Nel 1860 fu Barletta stessa ad essere elevata ad arcidiocesi autonoma, mantenendo il titolo di Nazareth.
La città di Barletta venera come suoi santi patroni Ruggero e la Madonna dello Sterpeto. La figura del santo, in precedenza vescovo di Canne, è associata ai suoi trent'anni di episcopato, durante i quali si oppose con ogni mezzo al declino della cittadella da cui avrebbe avuto vita proprio la città di Barletta. Il culto della Madonna dello Sterpeto è legato, secondo la tradizione barlettana, alla peste del 1656. Si ritiene infatti che il morbo abbia inspiegabilmente rallentato il suo corso dopo che era stato ritrovato in un monastero diroccato il quadro della Vergine. La forte devozione alla Madonna è stata legittimata dalla proclamazione della città a Civitas Mariae, titolo conferitole con decreto vescovile l'8 maggio 2009.
Il rapporto che la città di Barletta ha avuto, fin dai tempi delle crociate, con la cultura orientale fa di essa uno dei centri direttamente collegati al mondo religioso dell'Oriente. Manca tuttavia un edificio di culto in cui possa essere praticata la fede musulmana, ma da tempo la comunità politica e religiosa si adoperano per la coesistenza della religione di Allah con quella cristiana e, a tal proposito, proprio una scuola di estrazione cattolica, la scuola delle suore di Santa Chiara, ospita alcune ragazze sordomute musulmane. Nel 2004 è partito inoltre un progetto che prevedeva la costruzione di una chiesa-moschea, un centro che potesse fungere non solo da richiamo religioso ma anche da centro culturale.
A ridosso del centro storico è presente anche una chiesa evangelica battista, appartenente all'Unione cristiana evangelica battista d'Italia e alla famiglia di Chiese evangeliche sorte dalla riforma protestante.

### Tradizioni e folclore

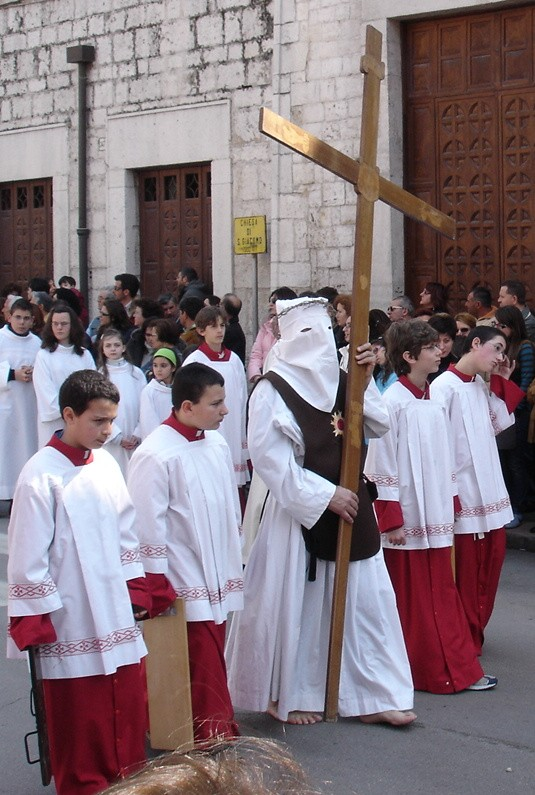
La processione del venerdì santo

Nella seconda domenica del mese di luglio, ogni anno, dal 1732, si svolge la festa dei santi patroni della città: la Madonna dello Sterpeto e San Ruggero.
La processione eucaristica penitenziale dell'ora nona si svolge nel giorno del venerdì santo. Celebrata a partire dal 1504, si svolse per la prima volta nella notte tra il giovedì e il venerdì santo, in segno di voto attraverso la quale i canonici di santa Maria, conducendo scalzi per le vie della città l'eucaristia, chiedevano la cessazione della peste che dall'anno precedente aveva decimato la città di Barletta. La processione rappresenta un fatto storico e un atto di penitenza, con voto solenne fatto dai barlettani e dai governanti, il 19 luglio 1656.
Il 13 febbraio di ogni anno e durante tutta la prima settimana di settembre, si tiene la rievocazione storica della disfida di Barletta, promossa dal comune, con una piccola rievocazione del Certame cavalleresco del 1503, che vide il suo epilogo nella scena simbolica della resa del cavaliere francese Guy de la Motte al cavaliere italiano Ettore Fieramosca.
Tra gli altri riti, la Commemorazione dell'anniversario della battaglia di Canne; si tiene il due agosto presso il sito archeologico di Canne.

### Istituzioni, enti e associazioni
Tra le istituzioni di cui Barletta è sede vi sono: la Caserma "Ruggiero Stella" presso cui ha sede l'82º Reggimento fanteria "Torino"; il Comando provinciale della Guardia di Finanza, la Capitaneria di Porto e la Prefettura - UTG.
La struttura sanitaria principale è l'Ospedale civile "Monsignor Raffaele Dimiccoli".
Dal 1917 è presente a Barletta l'associazione Anmig (Associazione Nazionale fra Mutilati ed Invalidi di Guerra) e dal 1919 l'associazione Ancr (Associazione Nazionale Combattenti e Reduci).

## Cultura
Con 11 medaglie d'oro al valor militare 1 medaglia d'oro al valor civile e 215 medaglie d'argento e circa 250 medaglie di bronzo attribuite a militari barlettani partecipanti alla prima e alla seconda guerra mondiale, la città è la più decorata d'Italia.

### Letteratura
Pur non essendoci una chiara "letteratura barlettana", la città ha dato i natali a numerosi letterati e a svariate opere di pregio.
Nelle opere, l'esempio massimo è rappresentato dalla numerosa produzione letteraria inerente la Disfida di Barletta. Da sottolineare anche la produzione letteraria delle corte di dotti arabi a servizio di Federico II e suo figlio, ospitata nel Castello tra il 1200 e il 1300.
Tra gli scrittori, meritano una menzione Nino Frank, uno tra gli intellettuali più "mitteleuropei"  del '900; Carlo Cafiero, autore della prima opera italiana su Il Capitale di Karl Marx; Girolamo Marulli, vissuto nel Seicento, dette inizio al movimento della stampa a Malta e Demetrio Degni, considerato il primo giornalista modenese. Nel '500, Barletta fu tra le città-rifugio per Leone Ebreo, a causa dalla persecuzione portoghese contro gli ebrei. 
Nei primi anni del 1800, quale quartier generale delle truppe napoleoniche in Puglia, Barletta ospitò lo scrittore francese Paul-Louis Courier.. 
Emanuele Taddei fu un importante giornalista del Regno di Napoli. 
Una poesia del poeta ungherese Gyula Juhász porta il nome alla città.

### Musica
La città di Barletta vanta una delle più importanti tradizioni musicali della regione Puglia, seppur poco valorizzata a causa della mancanza di una istituzione musicale universitaria.
Città adottiva di Mauro Giuliani, che proprio a Barletta  si innamorò della musica e di Farinelli, prima che quest'ultimo si trasferisse a Napoli. Barletta è ricordata per aver dato i natali al maestro, vincitore di 6 grammy awards, Carlo Maria Giulini, a Giovan Leonardo Primavera, Ruggiero Orofino e al figlio di Giuliani, Michele Giuliani.
Sede di ben due teatri lirici fino al 1980, la città ospita numerosi festival musicali: Barletta Piano Festival, Barletta Jazz Festival.
Barletta ha dato i natali al musicista d'avanguardia Lino Capra Vaccina, co- fondatore degli Aktuala e collaboratore storico di Franco Battiato, con il quale fondò il gruppo Telaio Magnetico.
Entro il 2027, nella ex distilleria cittadina, dovrebbe nascere la "Città della Musica Concentrazionaria", grazie al lavoro dell'Istituto di letteratura musicale concentrazionaria.

### Teatri e Cinema
Il primo teatro di Barletta fu il "Galera", sorto nell'omonima via nel 1600. Nel 1700 il vecchio teatro fu sostituito dell'Arsenale, nell'attuale piazza plebiscito. Nel 1800, ritenuto quest'ultimo insufficiente, si affermò il "San Ferdinando", sostituito nel 1874 dal Teatro Curci, tutt'ora operativo.
Nel 1924 fu invece inaugurato il Teatro Dilillo, in pieno stile art decò, demolito quasi totalmente nel 1980.
Nella categoria cinema, Barletta ospita uno dei due cinema più antichi della Puglia, ovvero il Cinema Paolillo, operativo da 110 anni.
Elenco cinema e teatri:
- Teatro Curci
- Teatro Fantasia
- Cinema Paolillo
- Cinema Opera Omnia

#### Biblioteche
Barletta dispone di diverse biblioteche.
- La Biblioteca comunale Sabino Loffredo, con sede nell'ala sud-est del castello di Barletta, l'antica domus federiciana, si estende su una superficie totale di 1400 m² e conta un patrimonio librario di oltre 80 000 volumi. Sono ivi conservati inoltre il Fondo Apulia, il Fondo musicale Curci, Gallo e Cafiero, il Legato De Nittis e i Fondi antichi ed è possibile consultare oltre 150 riviste in abbonamento. Ottanta sono i posti a sedere.[167]
- La Biblioteca e archivio diocesano Pio IX, è situata nel Palazzo Arcivescovile. Qui sono conservati circa 11 000 volumi ed opuscoli sciolti e 2 000 pergamene (in gran parte pubblicate nel Codice Diplomatico Barlettano a cura del sacerdote paleografo Salvatore Santeramo), nonché 70 riviste correnti.[168] Infine la Biblioteca dei Ragazzi, che raccoglie oltre 4 500 volumi per lettori di età compresa tra i tre e i quindici anni.[169]
- Biblioteca dell'Archivio di Stato di Bari;[170]
- Biblioteca enologica di Barletta. Ospitata dal 2024 nella Palazzina Reichlein, ospita più di 5000 volumi inerenti la cultura vinicola del territorio provinciale e regionale.[171]
- Biblioteca di Storia Patria Sezione di Barletta, ospitata dal 2024 nel rinnovato Palazzo San Domenico.

#### Scuole
Nel territorio comunale sono presenti 18 scuole dell'infanzia, 15 scuole primarie, 6 scuole secondarie di I grado, 10 Scuole secondarie di II grado.

#### Università
Barletta ospita dal 2009 il campus medico decentrato dell'Università degli Studi di Foggia, all'interno dell'Ospedale Dimiccoli.
I corsi attualmente presenti sono Infermieristica e Tecniche di Laboratorio. È prevista l'attivazione della facoltà di medicina

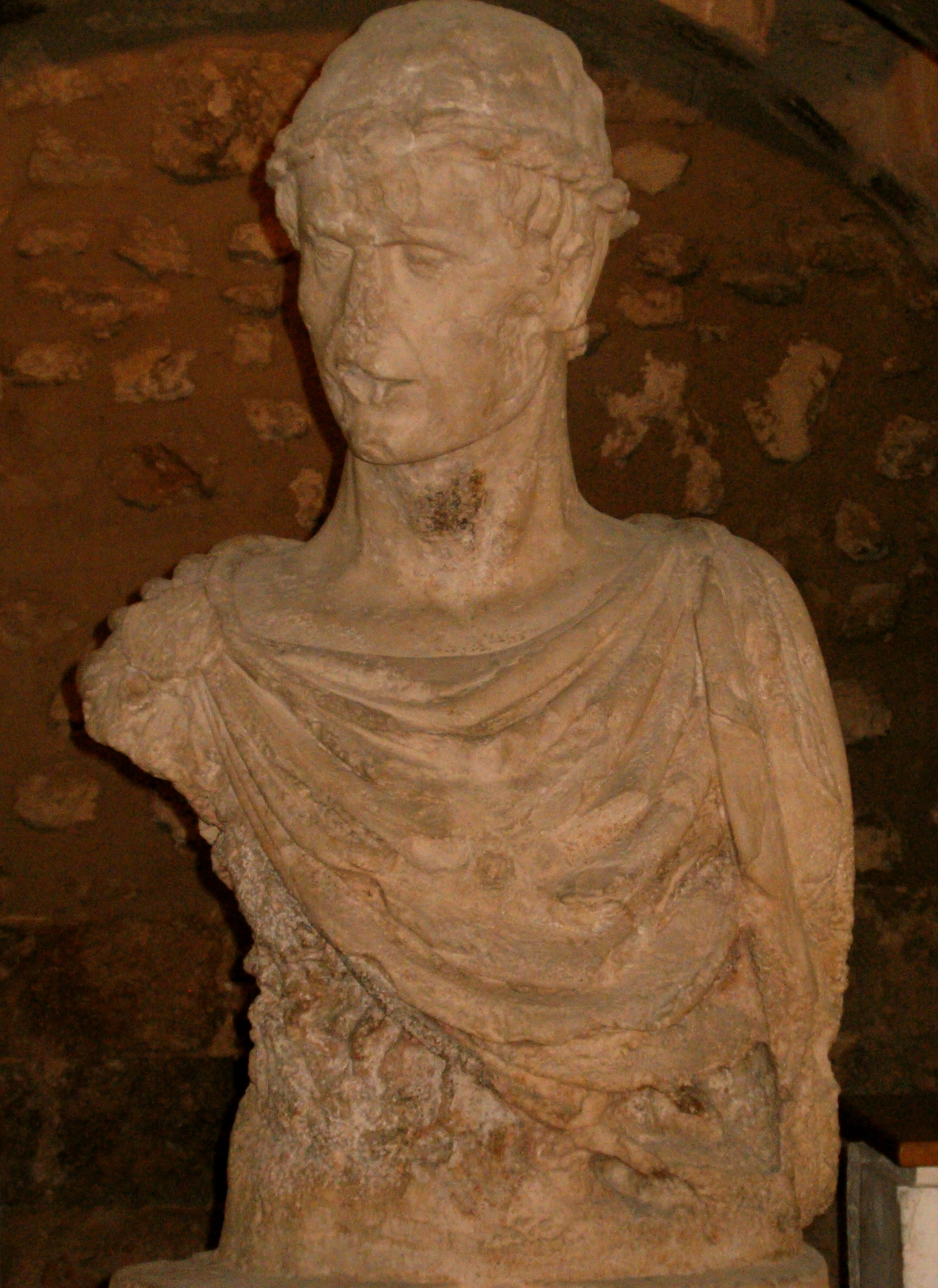
Busto di Federico II di Svevia, conservato nel Castello di Barletta

.

#### Musei
I principali musei della città sono:
- Pinacoteca De Nittis la cui sede è il Palazzo della Marra, che comprende permanentemente la collezione De Nittis e periodicamente mostre temporanee;
- Museo civico e pinacoteca di Barletta la cui sede è il castello di Barletta;
- Museo della Cattedrale, che oltre ai numerosi reperti cristiani di notevole pregio e valore custodisce un archivio di oltre duemila pergamene e manoscritti, alcuni dei quali risalenti al IX secolo;
- Antiquarium di Canne,[174] il museo presente nel sito archeologico di Canne, che documenta gli insediamenti umani nel territorio di epoca preistorica, classica, apulo-greca e medievale. Presenta inoltre una ricca collezione di vasi dauno-peucezi dipinti a disegni geometrici risalenti al IV secolo a.C., provenienti dai sepolcreti di Canne;
- Tesoro della basilica del Santo Sepolcro, custodito nella omonima basilica e che comprende diverse oreficerie sacre, alcune delle quali provenienti dalla Palestina;
- Chiesa Greca di Santa Maria degli Angeli che al suo interno conserva l'antica iconostasi, che occupa l'intera parete minore della chiesa.

### Media

#### Stampa
A Barletta sono presenti le sedi della Editrice Rotas e della Penna Blu Edizioni.

#### Radio
Le principali emittenti radiofoniche presenti in città sono le seguenti:
- Radio Centro Puglia;[177]
- Radio Gamma;[178]
- Radio Studio 5[179]

#### Televisione
Seguono le principali stazioni televisive a copertura regionale situate nel comune:
- Teleregione[180] (Puglia, Basilicata, Molise, Lazio);
- Amica 9 TV;[181] (Puglia)
- Teleradio Studio 5 (Puglia);[182]
- TV Ofanto (Puglia);[183]

### Cucina
La gastronomia barlettana annovera numerosi prodotti profondamente legati ad antiche tradizioni contadine e marinare. Oltre alle cartellate, tipica ricetta pugliese che anche nella tradizione barlettana sono impregnate di vincotto o miele. Seppure siano tipicamente foggiani, anche a Barletta sono molto diffusi i calzoncelli farciti di mostarda: la loro preparazione è solitamente parallela a quella delle cartellate ed infatti se ne utilizza la stessa sfoglia di pasta, tagliata però creando una forma rettangolare sulla quale viene spalmata della mostarda. Il ritaglio di pasta viene poi ripiegato in due, in modo da contenere la marmellata al suo interno. Dopo la frittura in olio abbondante si impregnano i calzoncelli di vincotto.
Le campagne barlettane sono ricche di vigneti e di oliveti, la cui produzione vinicola è assistita anche da numerose cantine presenti sul territorio.

## Geografia antropica

### Urbanistica
Il primo nucleo urbano della città di Barletta si sviluppò nel cosiddetto "pittagio Marsicano", in seguito denominato "Santa Maria de Episcopio" dall'omonima basilica cattedrale. L'intero centro antico sorge a ridosso del mare e delle antiche mura e si articola intorno a via Duomo. Su questo percorso, che prosegue idealmente ad ovest verso Canosa di Puglia e termina ad est nel sagrato della Cattedrale di Santa Maria Maggiore, si snodano numerosi vicoli ad essa ortogonali. Il nucleo urbano più antico della città, di origine medievale, si rapporta a quello cronologicamente successivo attraverso tre strade di primaria importanza sia per il centro storico che per i collegamenti con le città limitrofe:
- corso Garibaldi diventa asse di collegamento per Canosa di Puglia;
- corso Vittorio Emanuele diventa asse di collegamento per Margherita di Savoia e per il Gargano;
- via Cavour diventa asse di collegamento per Trani e per Andria.

I principali percorsi di collegamento con le vicine città, fungono da assi direttori su cui si attestano i tipici isolati ottocenteschi a scacchiera, peculiari della città di Trani e del murattiano di Bari.
L'avvento della ferrovia e la sua costruzione costituisce una linea di divisione precisa con la parte novecentesca della città, che non assume una conformazione morfologica ben restituibile e che trova il suo limite fisico attuale a sud nell'area destinata all'edilizia dei Piani di Edilizia Economica e Popolare, la cosiddetta zona 167. L'ultimo piano regolatore generale approvato a Barletta risale al 1971. Importante è la realizzazione della variante al PRG per l'adeguamento alla legge regionale n. 56/1980, adottata nel 2000 ed approvata nel 2003. Un più recente contributo è costituito dalla pubblicazione nel 2005 del Piano strategico territoriale di Barletta. In accordo con le linee guida della Regione Puglia in materia urbanistica, è in fase di redazione il Piano Urbanistico Generale, che sostituirà il desueto strumento del PRG.

### Suddivisioni storiche
Nel Cinquecento Barletta era suddivisa in tre quartieri che prendevano il nome dalle principali chiese in essi presenti e cioè di Santa Maria o Marsicano, del Santo Sepolcro o delle Sette Rue e di San Giacomo o Borgo novo. Ai tempi della dinastia borbonica, tra il 1815 e il 1859, la città era divisa in sei quartieri, ossia quello di sant'Andrea, dei Teatini, dell'ex convento dei Celestini, del convento di San Giovanni di Dio e dei Minori Conventuali e il Gran Quartiere del Carmine, con altrettante porte di accesso, e cioè Porta san Leonardo, provenendo da Trani, Porta Croce, nei pressi della basilica del Santo Sepolcro, Porta Nuova, all'incrocio con l'attuale piazza Aldo Moro, Porta Napoli, su corso Vittorio Emanuele verso Margherita di Savoia, Porta Reale, che costituiva con Porta Marina l'accesso dal mare.

### Suddivisioni amministrative

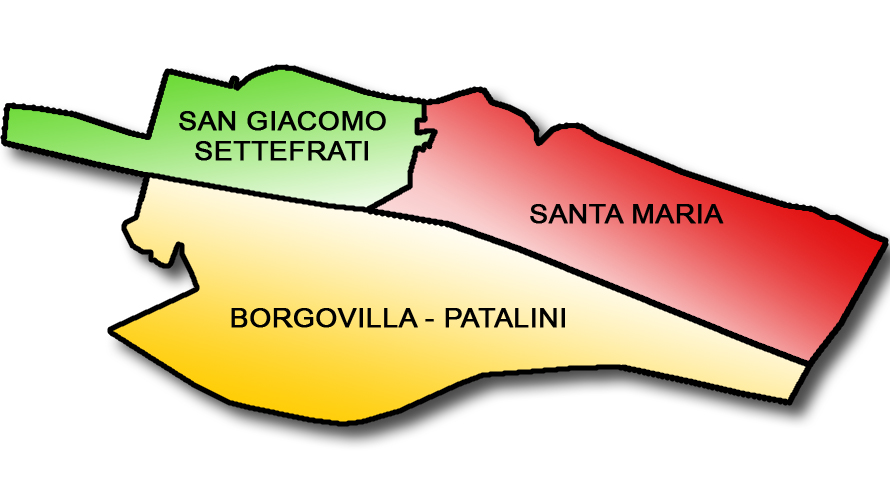
Suddivisione in circoscrizioni amministrative

Il Comune si riparte attualmente in tre circoscrizioni di decentramento.
| Circoscrizione | Denominazione            |
| -------------- | ------------------------ |
| I              | Santa Maria              |
| II             | San Giacomo - Settefrati |
| III            | Borgovilla - Patalini    |

Le circoscrizioni amministrative corrispondono ai tre quartieri di Santa Maria, che comprende il centro storico, San Giacomo-Settefrati, in cui è compresa la parte occidentale della città situata tra la ferrovia e il mare e Borgovilla-Patalini, che in precedenza costituivano due quartieri distinti e che comprende tutta la parte meridionale della città posta a sud della ferrovia, che si spinge verso Andria e Canosa. La città negli anni più recenti ha subito una notevole espansione urbana, che ha portato alla creazione di un nuovo quartiere, la zona 167.

### Frazioni

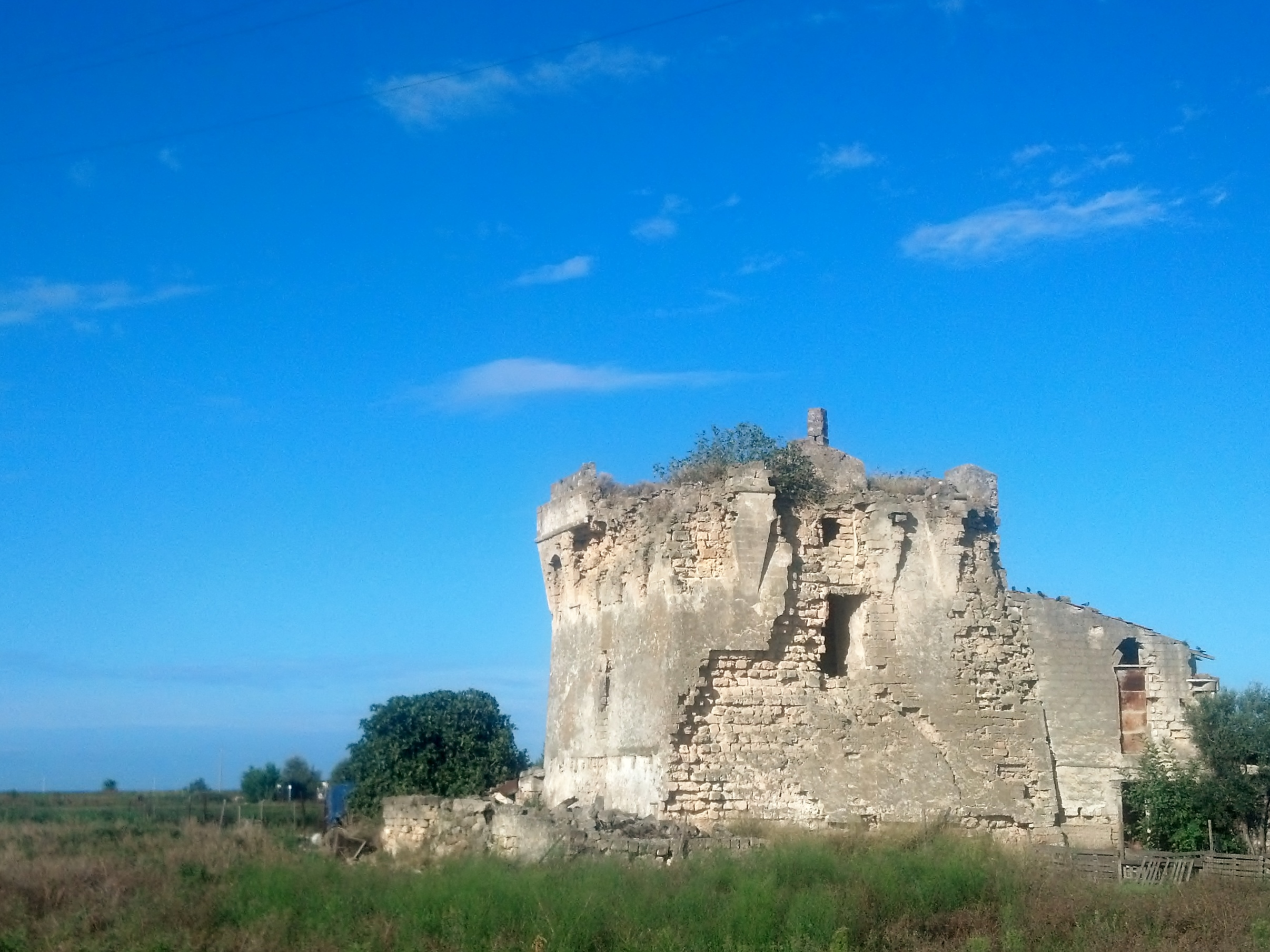
Torre Ofanto, nei pressi de La Fiumara.

- Fiumara o La Fiumara,[200] secondo l'uso locale, si trova 10 km a nord-ovest della centro cittadino, sulla riva destra alla foce del fiume Ofanto. Il complesso residenziale costruito negli anni sessanta conta 50 abitanti.[201] La frazione ospita l'antica torre costiera d'avvistamento torre Ofanto, edificata nel 1568.[202]
- Montaltino[200] è situata su una collina nelle campagne barlettane a 5 km dal centro cittadino.[203] In precedenza apparteneva ai cosiddetti "sei casali di Barletta".[204] Oggi è un modesto villaggio in cui risiedono 64 abitanti.[205]

#### Altre località del territorio
- Canne[200] dista 7 km dal centro cittadino e si trova a 54 metri sul livello del mare, su un'altura nei pressi del fiume Ofanto, distante 9 km dalle coste del mare Adriatico. Celebre per la famosa battaglia tra Romani e Cartaginesi, oggi presso l'Antiquarium di Canne della Battaglia sono conservati resti archeologici di grande interesse risalenti alla sua distruzione.[206] Nei pressi di Canne della Battaglia si trova il santuario di san Ruggero e l'omonima stazione, a servizio del sito archeologico.

## Economia
L'economia barlettana è legata soprattutto alla produzione agricola e industriale. Le coltivazioni più diffuse risultano quelle derivanti da vigneti e oliveti, risultando centro vinicolo di importanza nazionale, grazie anche alla presenza della cantina sociale e di diversi stabilimenti enologici. L'apparato manifatturiero risulta ben sviluppato, con una numerosa presenza di imprese appartenenti al settore tessile, abbigliamento e calzaturiero, che negli ultimi quarant'anni, hanno determinato la formazione di un distretto produttivo esteso su scala provinciale. Il settore chimico riveste un ruolo rilevante grazie alla presenza del cementificio della Buzzi Unicem, che opera a livello nazionale, e della Timac Agro, appartenente al Gruppo Roullier, specializzata nella produzione di fertilizzanti agricoli.

### Agricoltura

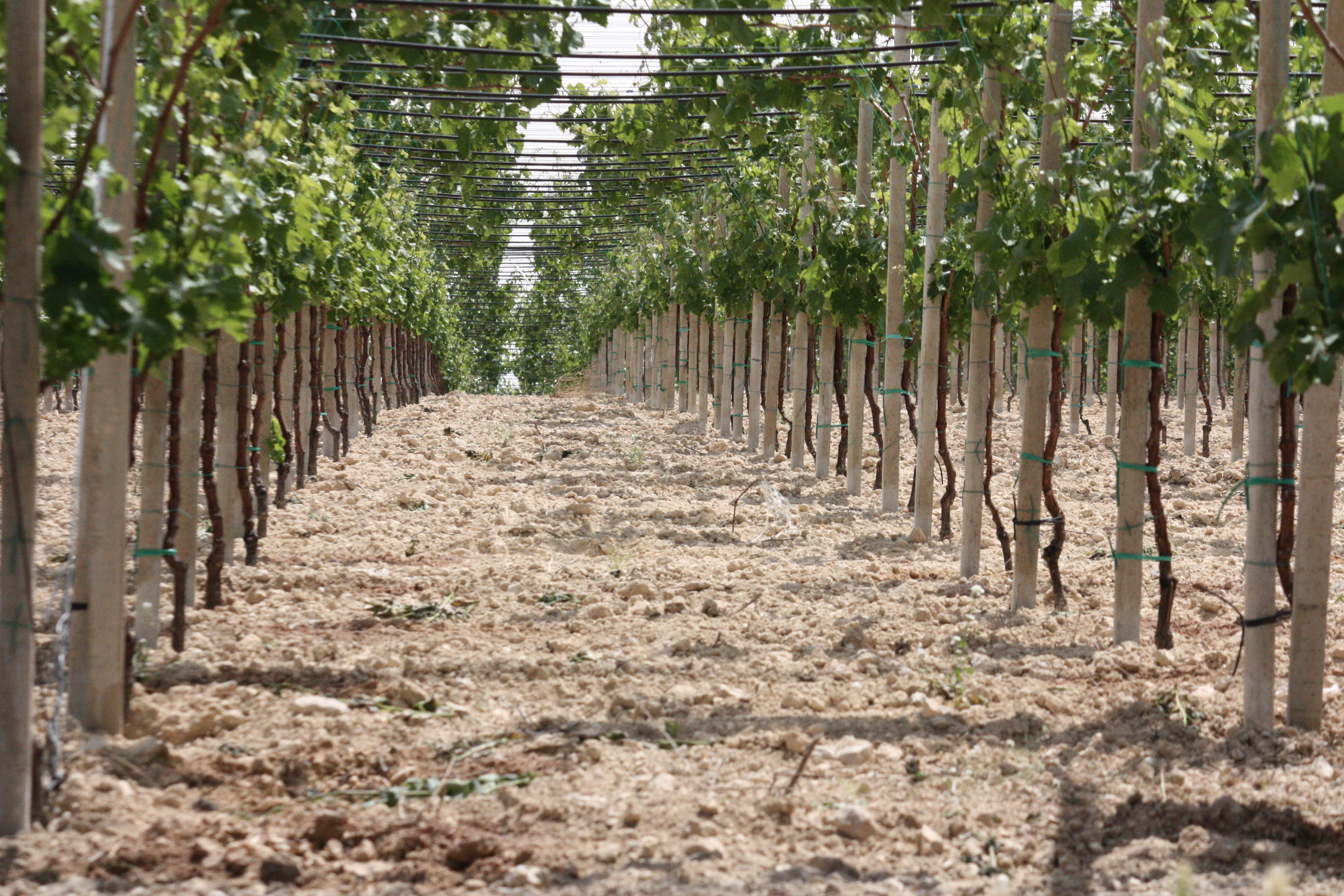
Vigneto a tendone in agro di Barletta

All'interno dell'economia barlettana un ruolo di spicco è da sempre rivestito dall'agricoltura, sia per quel che riguarda la produzione diretta sia per le attività ad essa legate. Tale forma di economia e di lavoro supera i confini strettamente cittadini: è infatti frequente trovare numerosi terreni di proprietà degli agricoltori barlettani nelle campagne di Trinitapoli, di San Ferdinando e in comuni della Capitanata. L'agricoltura barlettana è fondata sul binomio costituito da grandi proprietari terrieri e manodopera di braccianti agricoli che, a Barletta come nel resto della Puglia, dalla fine del XX secolo sempre più frequentemente è caratterizzata da cittadini extracomunitari.
Uno dei momenti topici per l'agricoltura barlettana è quello della determinazione dei salari e dell'ingaggio dei braccianti, che si tengono ancora oggi in piazza Aldo Moro. Resta tuttavia frequente l'uso locale dell'antica denominazione della piazza, precedentemente chiamata piazza Roma.
Le coltivazioni più diffuse nel territorio barlettano sono la vite, con i tipici tendoni, dalla quale si producono vini DOC pregiati, l'olivo, da cui si produce il tipico olio extravergine d'oliva, e gli alberi da frutto.

### Industria

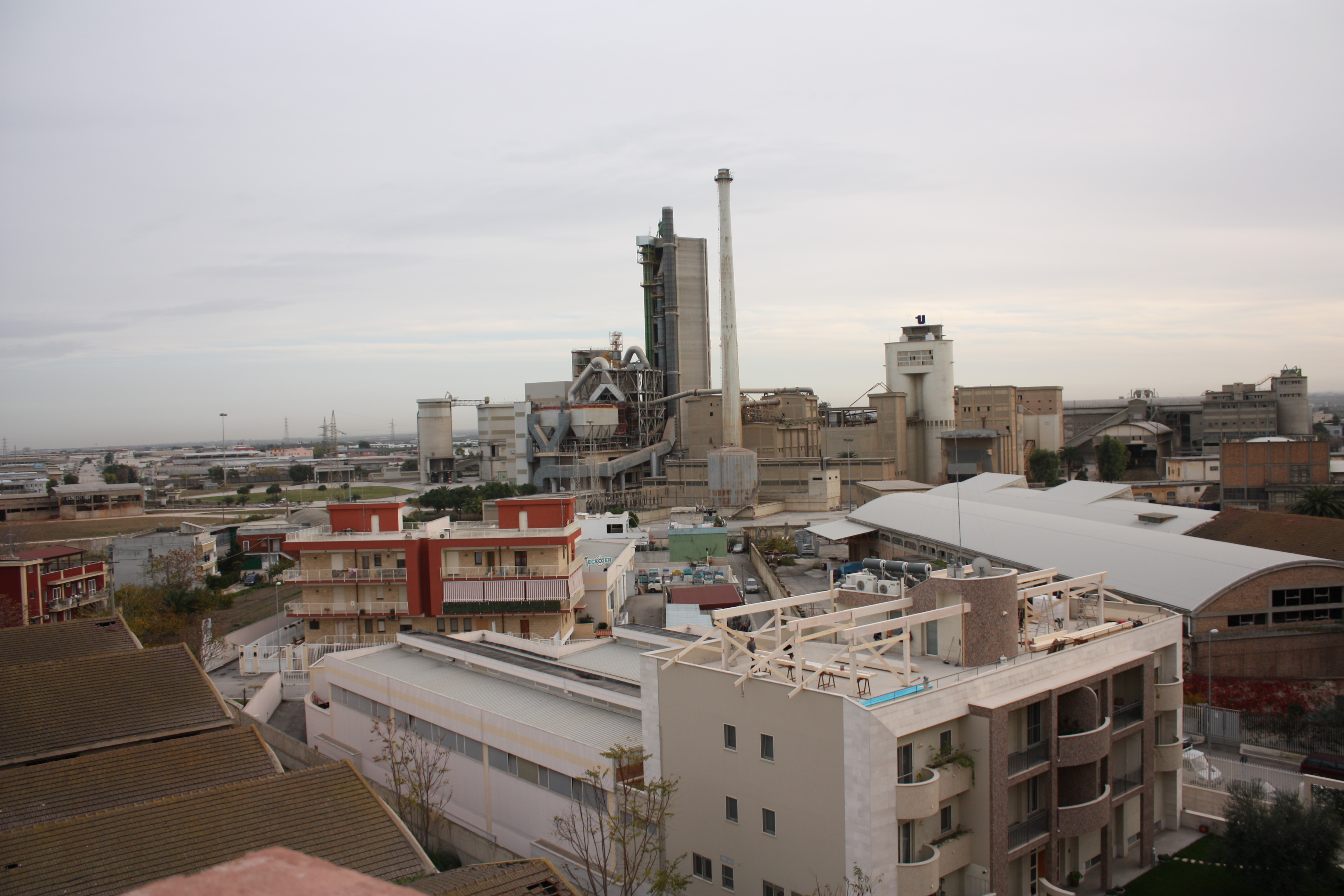
Un'immagine dall'alto della Cementeria di Barletta.

A partire dal Novecento l'industria ha rivestito un importante quanto contraddittorio ruolo nell'evoluzione economica della città. 
Nel 1926 la città ospitó l'Esposizione internazionale di Barletta, prima fiera moderna della Puglia. 
Se da una parte è stata infatti sede di numerose fabbriche attive in settori diversificati a livello nazionale, dall'altra proprio alcune di esse hanno subito un vero e proprio tracollo finanziario che le ha indotte al fallimento. Risultano insistere sul territorio comunale 2 148 attività industriali con 9 747 addetti pari al 41,06% della forza lavoro occupata.
Tra i più importanti stabilimenti industriali del XX secolo in seguito falliti figurano:
- Montecatini, azienda chimica che a seguito di una profonda crisi nel 1966 entrò a far parte del gruppo Montecatini Edison;
- Distilleria di Barletta, la cui area territoriale è sottoposta a progetto di riqualificazione, con la creazione di un orto botanico, di un centro per anziani,[215] del distaccamento provinciale della Protezione civile della Regione Puglia e degli uffici amministrativi del Comando provinciale dei Vigili del Fuoco;[216]
- Cartiera Mediterranea, ormai fallita e in stato di avanzato degrado.[217]

Le più grandi industrie attive in città interessano il settore chimico e dei materiali da costruzione, costituendo un'importante funzione occupazionale e produttiva:
- la Cementeria di Barletta, appartenente al gruppo Buzzi Unicem, fondata il 17 febbraio 1912;[210]
- la Timac Agro Italia, operante nel settore dei concimi e dei fertilizzanti.

Entrambe le aziende sono al centro di un caso riguardante le presunte emissioni inquinanti in atmosfera. Dopo la crisi del settore tessile-calzaturiero, che dagli anni ottanta interessa in modo sempre più mercato l'economia locale, dagli anni duemila quello dell'abbigliamento sta vivendo un momento di forte crescita, con marchi noti in tutta Italia.

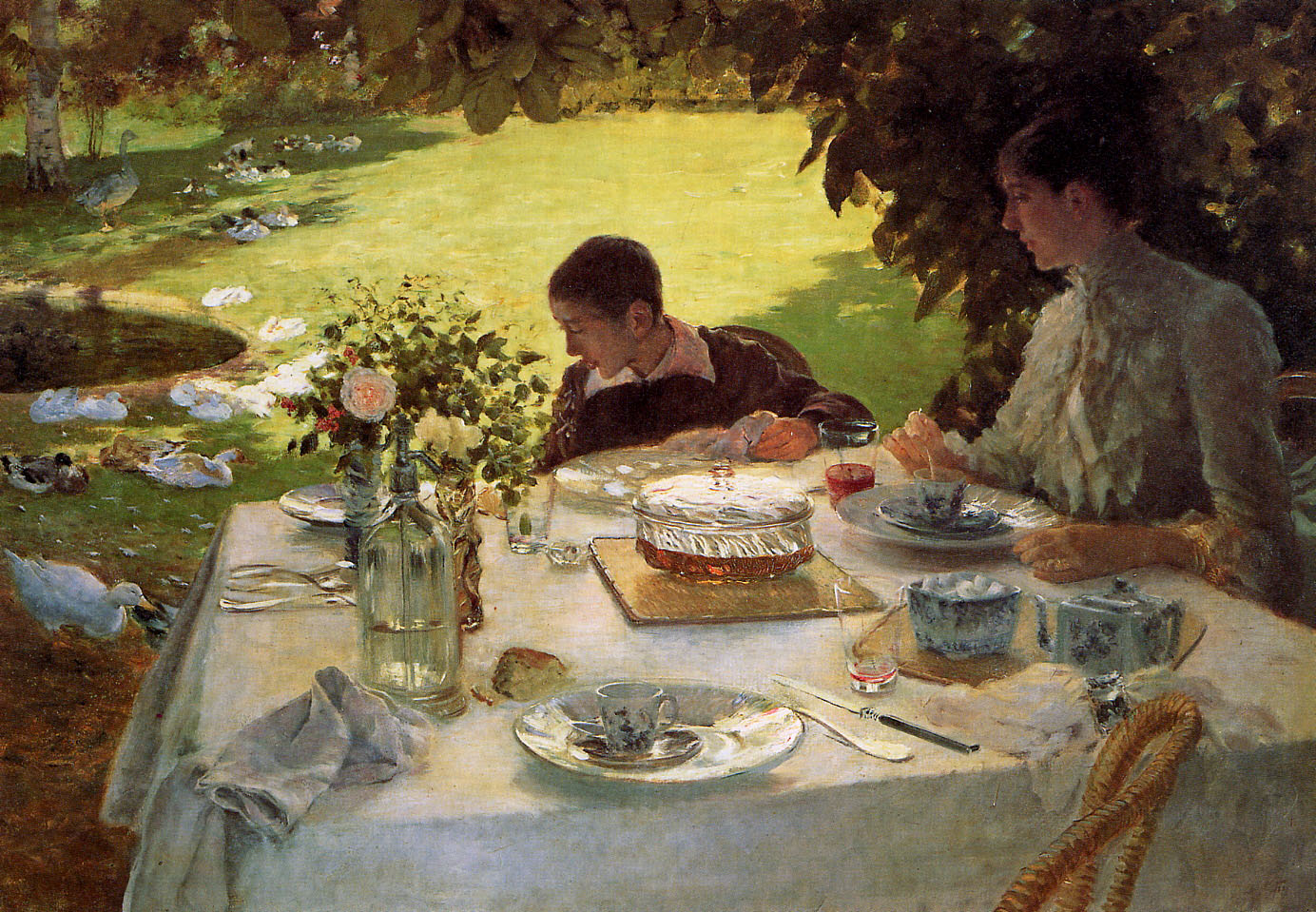
Colazione in giardino di Giuseppe De Nittis, conservato presso la Pinacoteca De Nittis.

### Servizi
I servizi sono garantiti da 2 006 attività che dichiarano 3 939 addetti pari al 16,59% della forza lavoro occupata, altre 1 348 attività di servizio con 5 111 addetti pari al 21,53% della forza lavoro occupata e 167 attività amministrative con 4 943 addetti pari al 20,82% della forza lavoro occupata.

### Turismo
Nel 2005 Barletta ha ricevuto il riconoscimento di "città d'arte". Dagli anni duemila il turismo culturale ha rappresentato un settore in forte espansione sul territorio, anche grazie all'apertura della mostra permanente della collezione De Nittis conservata presso l'omonima Pinacoteca.

## Infrastrutture e trasporti

### Strade

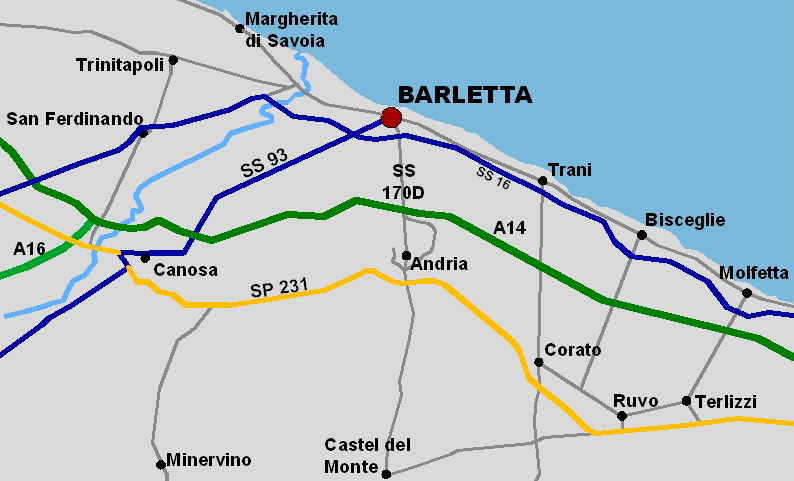
Planimetria stradale del territorio nei pressi di Barletta

Barletta è crocevia tra le strade del litorale adriatico e quelle che conducono verso l'entroterra appulo-lucano, inoltre si trova nei pressi di uno dei più importanti nodi autostradali del Mezzogiorno: l'intersezione tra l'autostrada A14 Bologna-Taranto e l'autostrada A16 Napoli-Canosa. A sud della città corre la strada statale 16 Adriatica, con uscita per 
l'Ospedale Monsignore Raffaele Dimiccoli che nel tratto territoriale di Barletta funge da tangenziale della città, collegandola con Bari e Foggia. Da Barletta inoltre ha inizio la strada statale 93 Appulo Lucana che, correndo quasi parallelamente al fiume Ofanto, giunge fino a Potenza.

### Ferrovie

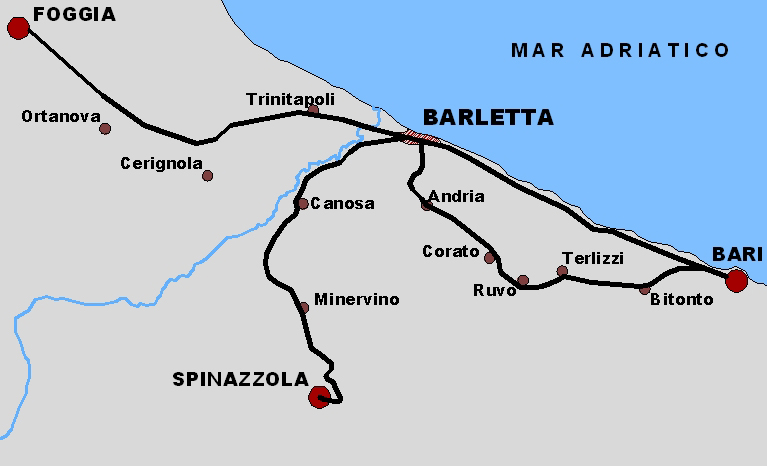
Linee ferroviarie passanti per il nodo di Barletta. In evidenza le principali stazioni

La stazione di Barletta è un nodo ferroviario della Puglia, posto lungo la linea Adriatica, nella quale confluiscono la ferrovia Bari-Barletta, gestita da Ferrotramviaria che ricalca il percorso della precedente tranvia a vapore, e la ferrovia Barletta-Spinazzola. La città è servita altresì dalla stazione di Barletta Scalo, appartenente anch'essa alla linea di Ferrotramviaria.
La stazione di Canne della Battaglia è una fermata a servizio del sito archeologico di Canne della Battaglia situata sempre sulla linea Barletta-Spinazzola. In passato la stazione centrale era collegata con la stazione di Barletta Marittima, attraverso un raccordo soppresso nel 1982.

### Porti

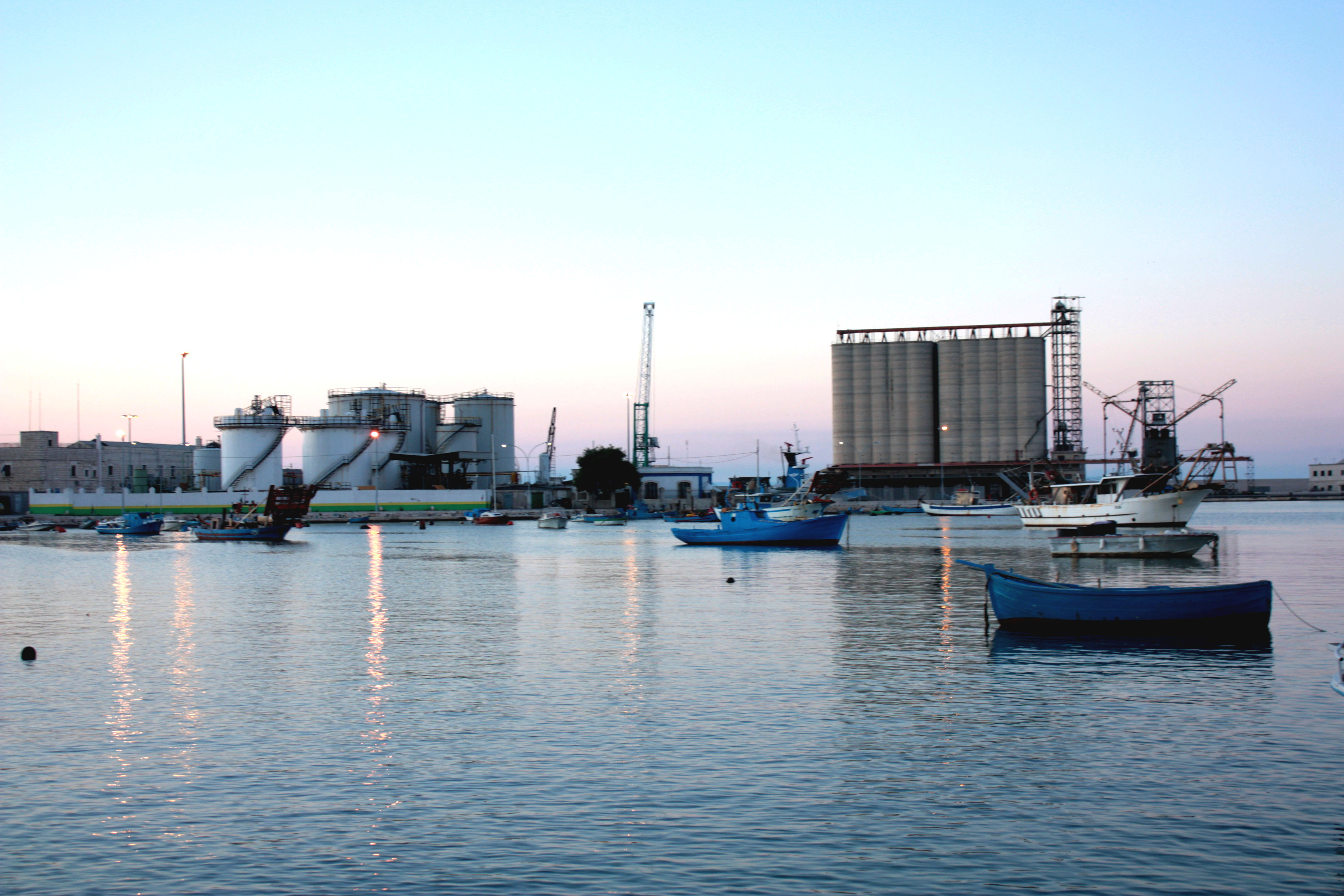
Il Porto di Barletta: la "darsena dei pescatori"

Il porto di Barletta ospita traffico industriale e traghettuale per servizio passeggeri. Si tratta di un porto con bacino artificiale, delimitato da due moli asimmetrici, uno di levante non operativo, che ospita il trabucco e la darsena dei pescatori, e l'altro di ponente articolato in quattro ulteriori bracci, sui quali si svolgono tutte le attività portuali.
Le attività commerciali sono strettamente legate all'industria del sale della limitrofa Margherita di Savoia, nella seconda meta del XX secolo hanno portato alla realizzazione di un impianto di trasporto terra-mare a fune, che riducesse i tempi di spedizione evitando il trasporto su gomma. Nel 1955 è stata inaugurata la teleferica di Barletta, lunga circa 13 km, ma gli eccessivi costi di manutenzione hanno fatto sì che nel 1981 questa fosse dismessa e demolita negli anni 2000.

### Mobilità urbana
La città è dotata di una rete urbana di trasporto pubblico gestita dalla società "Autolinee Scoppio". I collegamenti interurbani sono garantiti della locale azienda di trasporti provinciale STP; inoltre in città vi è il capolinea di una delle linee su gomma delle Ferrovie del Gargano. Il trasporto pubblico locale si compone anche di un servizio taxi.

## Amministrazione
La storia amministrativa del comune di Barletta dall'istituzione della Repubblica Italiana a oggi può essere suddivisa in due fasi: per i primi cinquant'anni si sono succeduti esclusivamente sindaci della Democrazia Cristiana, mentre nell'ultimo ventennio la città è stata amministrata prevalentemente da esponenti di sinistra o di centro-sinistra.
Nel secondo dopoguerra, una delle tematiche più sentite dalla popolazione barlettana è stata la costituzione di una provincia autonoma da quella di Bari. Dopo una lunga mobilitazione popolare, con la legge 148/2004 dell'11 giugno 2004 è stata istituita la provincia di Barletta-Andria-Trani, in seguito identificata tramite decreto del presidente della Repubblica n. 133 del 15 febbraio 2006, con la sigla "BT".
Il comune fa parte del parco naturale regionale Fiume Ofanto, il cui ente gestore è la Provincia di Barletta-Andria-Trani.

### Consolati
- Malta[245]

### Gemellaggi
Barletta è gemellata con:
- Castelnuovo di Cattaro, dal 1969[246][247][248][249]

## Cinema e Televisione
Barletta è stata utilizzata per alcune scene di film e serie tv:
- Il Vangelo secondo Matteo, regia di Pier Paolo Pasolini (1964)
- Otello, regia di Franco Zeffirelli (1985)
- L'infermiera nella corsia dei militari, regia di Mariano Laurenti (1979)
- Il soldato di ventura, regia di Pasquale Festa Campanile (1976)
- I cavalieri che fecero l'impresa, regia di Pupi Avati (2001)
- Pietro Mennea - La freccia del Sud, regia di Ricky Tognazzi (2015)
- Ti mangio il cuore, regia di Pippo Mezzapesa (2022)

## Sport

L'arrivo vittorioso di Mennea nei 200 metri agli Europei di Roma 1974

### Atletica leggera
La storia dell'atletica leggera barlettana è legata soprattutto al velocista Pietro Mennea, detentore del primato mondiale dei 200 metri piani dal 1979 al 1996, con il tempo di 19"72' e campione olimpico 1980 nella stessa specialità, che all'inizio della carriera sportiva fu tesserato per l'AVIS Barletta.
A Barletta hanno sede le società di atletica leggera, G.S. AVIS Barletta, A.S.D. Athletic Team Barletta e Atletica Sprint Barletta, che ha organizzato tredici edizioni del meeting internazionale "Certame Atletico disfida di Barletta". Il G.S. AVIS Barletta dopo anni di inattività, ha vinto la finale Bronzo dei Campionati di Società Assoluti Maschile a Torino nel 2021 e si è qualificata per la finale Argento.
Dal 1995 si disputa la Maratona di Barletta

### Calcio

Formazione Barletta 1986-1987.

Ha sede nel comune la società di calcio Barletta, fondata nel 1922, che nella sua storia ha cambiato diverse denominazioni. Nella stagione 2023/2024 la squadra ha militato nel girone H della Serie D, classificandosi 16esima, e retrocedendo così nel campionato regionale di Eccellenza. Il Barletta raggiunse il suo culmine con il campionato di serie B, disputato dal 1987/88 al 1990/91.
Nella Città della Disfida attualmente hanno sede altre due squadre: l'Audace Barletta 1958 (anche loro colori biancorossi), fondata da Giuseppe ("Peppino") Manzi e nella sua storia ha raggiunto l'apice nella stagione 2020/2021, raggiungendo la finalissima dei playoff (arrivando al 4º posto nella regular season) di Eccellenza pugliese contro il Virtus Matino (verso la fine della stagione stessa il titolo sportivo fu poi ceduto, a partire dalla stagione successiva, a Trinitapoli per la neonata Di Benedetto Trinitapoli, nome utilizzato ufficiosamente nella parte finale della stagione), poi persa con il risultato di 5-0 sul neutro del Giovanni Paolo II (l'attuale Nuovarredo Arena) di Francavilla Fontana. 
Viene rifondata nel 2021 iscrivendosi al campionato di Terza Categoria - Bari, vincendolo. La stagione successiva vincerà anche il campionato di Seconda Categoria pugliese, Girone A, ottenendo la seconda promozione consecutiva dalla sua rifondazione. Attualmente milita nel Girone A di Prima Categoria pugliese.
Un'altra squadra rappresentante la città è l'Etra Vancouver Barletta, fondata nel 2020 (già attiva dal 2016 nei campionati UISP come "Team Vancouver 2016", prima partita ufficiale nel 2021 causa Covid) grazie alla collaborazione dell'imprenditore Domenico Porcelluzzi (gestore di un bar dall'omonimo nome) e la società attiva a livello giovanile "Etra Barletta". Parteciperà al campionato di Terza Categoria - Bari, arrivando secondo (alle spalle proprio dell'Audace Barletta). Successivamente sarà ripescata in Seconda Categoria ed inserita nel Girone A, dove arriverà nuovamente al 2º posto dietro l'Audace Barletta e perdendo in finale playoff contro la terza classificata, ovvero il Maracanà San Severo (arrivato con 20 punti di svantaggio nella regular season). Nel mese di settembre 2023 verrà nuovamente ripescata, questa volta nel girone A di Prima Categoria Pugliese. Un'altra squadra cittadina è l'ASD New Carpediem, iscritta per la prima volta nel 2023 ad un campionato LND (società già attiva nei campionati UISP), parteciperà al prossimo campionato di Terza Categoria - Bari. Un'altra squadra che ha rappresentato la Città della Disfida in ambito dilettantistico negli anni passati ma poi sciolta è stata la Real Barletta, successivamente denominata Real Bat, sciolta nel 2016.

### Pallacanestro
La pallacanestro a Barletta negli anni ottanta è stata rappresentata dalla società Barletta Basket in Serie A femminile e nella Serie B2 maschile. Dopo un lungo periodo di inattività, l'A.S.D. Barletta Basket è rinata e, dopo una lunga scalata, ha raggiunto la promozione in C Nazionale nella stagione 2023/2024. La Nuova Pallacanestro Sidis Barletta, fondata negli anni novanta, ha raggiunto il campionato di Serie C1 e cessato l'attività sportiva nel 2007. Dal 2015, è presente la A.S.D. Cestistica Barletta, che militerà in Serie D dopo la retrocessione avvenuta nell'annata 2022/2023
Un'altra squadra è il New Basket Barletta (chiamata anche "Il Coccodrillo"), militante nel campionato di Promozione. Un'altra realtà è quella della A.P.D. Virtus Barletta che ormai da qualche anno opera in solo in campo giovanile portando non solo numerosi atleti a far parte di selezioni provinciali e regionali e interregionali, ma anche importanti risultati come la vittoria del campionato 16 regionale nell'annata 2019/2020 (trofeo non consegnato causa direzioni COVID - 19) o la vittoria nella stagione 2023/2024 del torneo nazionale "Giugliobasket" . Il massimo risultato della squadra senior sono stati i play-off per il campionato di serie Serie D unica nell'annata 2006/2007.

### Tennis
Nel tenni.s, dal 1997 al 2013 e poi successivamente nel 2016, la città è sede annualmente del torneo professionistico Open Città della disfida, primo ATP Challenger in Europa su terra rossa. Il Circolo Tennis Barletta è stato fondato nel 1965 e nel 1995 è stato intitolato al suo fondatore Hugo Simmen. Ha ospitato numerose competizioni fin dal 1969, tra le quali un incontro di Coppa Davis tra Italia e Austria.

### Ciclismo
La città ospita il velodromo Lello Simeone.
Nel 1980 è stata sede di arrivo della 14ª tappa del Giro d'Italia 1980, vinta da Giuseppe Saronni, con partenza da Campi Salentina.

### Altri sport
Il rugby in città è rappresentato dalla società Draghi BAT Rugby, che disputa le sue partite presso lo Stadio velodromo Lello Simeone.
Ha sede nel comune la società di Football americano Mad Bulls Barletta, che disputa i propri incontro casalinghi presso il centro sportivo comunale Manzi Chiapulin.
La pallavolo barlettana è rappresentata sia da società maschili che femminili: 
- A.S.D. Redfox volley, militante nel campionato di serie D maschile e di campionati giovanili durante la stagione sportiva 2022/23[267]
- A.S.D. Nelly Volley e A.S.D. Volley Barletta,[268][269] entrambe militanti nel campionato di serie D femminile durante la stagione sportiva 2022/2023. Successivamente la A.S.D. Nelly Volley acquisisce il titolo sportivo della FLV Cerignola, iscrivendosi al campionato di Serie C 2023/2024

Canottaggio La città ospita la lega navale sezione di Barletta inoltre nel 2023 ha ospitato i Campionati mondiali di Coastal Rowing.

### Impianti sportivi
Lo stadio Cosimo Puttilli è il principale impianto sportivo della città, principalmente utilizzato per le partite di calcio casalinghe del Barletta Calcio. L'impianto è fornito di manto da gioco in erba naturale e di una pista d'atletica (intitolata a Pietro Mennea) regolamentare a più corsie. In seguito alla chiusura di alcuni settori degli spalti la capienza massima è ridotta a circa quattromila posti. Nel 2015 sono stati avviati i lavori di ristrutturazione dell'intero complesso sportivo, che comprendono i lavori di demolizione delle gradinate iniziati nel gennaio 2019 e la demolizione del muro di cinta, avviata nel giugno 2020. Altri impianti siti nel comune sono: il centro sportivo comunale Manzi-Chiapulin, il palazzetto dello sport "Angelo Marchiselli", il PalaDisfida "Mario Borgia", lo stadio Velodromo "Lello Simeone" e gli impianti del circolo tennis Hugo Simmen: sei campi da tennis, di cui cinque in terra rossa, un campo di calcio e una piscina.